# 京成バス千葉イースト佐倉営業所
京成バス千葉イースト佐倉営業所（けいせいバスちばイーストさくらえいぎょうしょ）は、千葉県佐倉市角来にある京成バス千葉イーストの営業所。
京成本線京成佐倉駅の近くに営業所があり、佐倉市内のほとんどの一般路線バスのほか、同市から東京駅方面への高速バスを運行している。
本項では、佐倉営業所の前身であるちばグリーンバス株式会社と、同社に分社化される前の京成電鉄佐倉営業所時代などについても扱う。

## 概要
ちばグリーンバスは2000年（平成12年）7月16日に営業を開始し、そのときに京成電鉄からほとんどの路線が移管されている。ただし、北総・公団線（現・北総鉄道北総線）の印旛日本医大駅開業の関係で、後述の印旛学園線のみ7月22日に移管されたため、厳密には佐倉営業所は同年7月21日まで存続していたことになる。
なお、京成電鉄時代は本車庫である田町車庫の他に、花見川団地線を主体とする花見川車庫も担当していたが、2000年（平成12年）7月16日の分社化にあたり、花見川車庫は長沼営業所の分車庫となった。また同時に、田町車庫担当の角栄団地線も花見川車庫へ移管され、京成電鉄による運行を継続していた。その後、2012年（平成24年）10月16日には角栄団地線も京成バスからちばグリーンバスへ移管された。
2008年（平成20年）3月15日より、印旛学園線や佐倉市循環バスなど一部を除くすべての路線でPASMO・Suicaの取り扱いが開始された。
ちばグリーンバス時代から引き続き系統番号は未導入であるが、角栄団地線は京成バスからの移管前に系統番号が付与されていたため、移管後も引き続き系統番号を使用している。

## 沿革

### 佐倉地区の路線の成立
ちばグリーンバスは京成電鉄からの分社化により設立した会社であるが、その京成としての佐倉地区のバス路線は地元の事業者の買収により成立したもので、最初の路線ができたのは大正時代にまで遡る。
佐藤信之『房総の乗合自動車』（崙書房）によれば、「佐倉駅周辺のバスは大正時代に佐倉駅近くの兼坂旅館による兼坂自動車（のち佐倉自動車）が千葉 - 佐倉および支線の並木 - 岩富を開通したことに始まる」とある。ここでの岩富は現・岩富バス停ではなく岩富町付近、すなわちバス停では町方あたりを指す。その後、昭和になって岩富（＝町方）支線が八街まで延長（現在の京成バス千葉イースト成東営業所八街線の原形）され、のちに佐倉に至る線も成田まで延長された（この時点では成田鉄道＝のちの千葉交通は千葉まで路線を乗り入れていない）。

その後、佐倉自動車の全線は成東自動車（京成電鉄成東営業所、ちばフラワーバスを経て、現・京成バス千葉イースト成東営業所）に譲渡された。これ以後、佐倉のバスはしばらくの間、成東に営業所を置くことになる（佐倉に分車庫に相当するものがあったかどうかは、資料がないために不明）。そして、終戦前年の1944年（昭和19年）には成東自動車が京成に買収されることとなり、佐倉地区のバスも同様に京成に移った。従って、佐倉地区の京成バスは当初から独自の営業所があったわけではなく、まずは成東営業所の管理のもとに運行されていた。

### 戦後の路線の拡張
戦後しばらくの営業所の状況は不明であるが、『京成電鉄五十五年史』によれば、1955年（昭和30年）に田町車庫が運用を開始したとある。そのときは現在の国立博物館入口停留所の南側に車庫が設置された。その5年後の1960年（昭和35年）には、成東車庫が営業所として独立した。すなわち、成東営業所は1944年（昭和19年）に設立したものの、その後いずれかの時期にいったん廃止（千葉営業所の車庫に格下げ）されたということであるらしい。ちなみに1960年（昭和35年）の成東営業所の新設（再設）の際に、佐倉 - 成東を直通する路線もいくつか設定されており、佐倉と成東との連絡が強化されたと言うことができる。
その状況の中で、佐倉地区においても市内を網羅するようにバス路線が新設されていった。『京成電鉄五十五年史』から下の表に、1966年（昭和41年）当時の成東営業所の路線を示す。
| 線名          | 区間                                                        | 佐倉地区に関係 |
| ------------- | ----------------------------------------------------------- | -------------- |
| 東金急行      | 成東駅 - 東金駅入口 - 京成千葉駅                            |                |
| 東金          | 成東駅 - 東金駅入口 - 京成千葉駅                            |                |
| 八日市場      | 東金駅 - 成東 - 八日市場駅                                  |                |
| 新八街        | 成東駅 - 八街駅 - 吉倉 - 京成千葉駅                         |                |
| 八街          | 成東駅 - 八街駅 - 町方 - 京成千葉駅                         |                |
| 岩富          | 成東駅 - 八街駅 - 神門 - 田町車庫                           | ○              |
| 片貝          | 成東駅 - 成東海岸 - 片貝                                    |                |
| 小松          | 成東駅 - 成東海岸 - 南浜                                    |                |
| 蓮沼          | 成東駅 - 白幡四ツ角 - 蓮沼南                                |                |
| 松尾          | 成東駅 - 松尾駅                                             |                |
| 八街南        | 山田台 - 十文字・四木 - 勢多・吉田 - 八街駅                 |                |
| 日向          | 成東駅 - 日向駅                                             |                |
| 伊篠          | 和田支所 - 神門 - 佐倉駅 - 京成佐倉駅 - 赤十字病院          | ○              |
| 馬橋          | 佐倉駅 - 京成佐倉駅 - 上本佐倉 - 馬橋入口 - 和田支所 - 神門 | ○              |
| 馬渡          | 臼井駅 - 京成佐倉駅 - 神門 - 西御門                         | ○              |
| 七栄          | 七栄 - 上本佐倉 - 京成佐倉駅 - 佐倉駅                       | ○              |
| 志津          | 大和田駅 - 志津駅入口 - 月山神社前 - 先崎・京成佐倉駅       | ○              |
| 大関          | 田町車庫 - 高崎 - 瓜坪 - 大関 - 八街駅                      | ○              |
| 武射田        | 東金駅 - 求名 - 武射田                                      |                |
| 成田          | 京成千葉駅 - 神門 - 京成佐倉駅 - 成田山門前                 | ○              |
| 臼井          | 岩戸 - 臼井駅 - 四街道駅 - 鎌池 - 京成千葉駅                | ○              |
| 井野          | 四街道駅 - 下志津 - 志津駅入口 - 井野                       | ○              |
| 上志津        | 四街道駅 - 月山神社                                         | ○              |
| 下横地        | 成東駅 - 小松岡                                             |                |
| ※片貝急行     | 京成千葉駅 - 片貝海岸                                       |                |
| ※成東海岸急行 | 京成千葉駅 - 成東海岸                                       |                |

※京成電鉄五十五年史より（一部加筆）

佐倉の場合は鉄道に関して言えば、国鉄（後のJR）より京成電鉄の方が立地条件的に優位に立っており運行本数も多かった。しかし京成電鉄の場合は、佐倉市域から八千代、習志野、船橋等に行くには便利であるが、県庁所在地の千葉市へ行くには不便である。これを解消すべく、佐倉市内の京成各駅からは千葉駅に至る路線が張り巡らされるようになった（このことは隣の八千代市も同様である）。なお、佐倉市内の場合は1966年当時、京成各駅から千葉に至っていた路線は、上志津線、井野線、臼井線、成田線が該当する。特に臼井線は戦後の1953年（昭和28年）の開通であり、四街道を通ることもあってそれなりの存在意義があった。

### 成田駅乗り入れの中止
昭和40年代になると、千葉交通との乗り入れにより運行された成田線は分割されることとなり、京成は京成千葉駅 - 京成佐倉駅、千葉交通は国鉄佐倉駅 - 京成成田駅となった。また、同じく成田方面に至っていた佐倉市内線（和田 - 神門 - 京成佐倉駅 - 京成酒々井駅入口 - 赤十字病院）も分割され、それぞれ和田線（田町車庫 - 京成佐倉駅 - 神門 - 和田）、日赤線（国鉄佐倉駅 - 京成佐倉駅 - 京成酒々井駅入口 - 日赤病院）となった。

### 佐倉営業所、花見川車庫の開設
その後、1971年（昭和46年）4月1日に田町車庫は独立して佐倉営業所となった。したがって営業所としての始まりは比較的最近である。なお、花見川車庫（出張所）はこれよりも前の1970年（昭和45年）に開設されており、当初は成東営業所担当だった。

### モノレール千葉駅開業の影響
1974年（昭和49年）、国鉄総武本線が銚子まで全線電化された。国鉄千葉鉄道管理局（現・JR東日本千葉支社）は運行本数の充実とスピードアップ、さらには東京駅直通の快速電車や特急『しおさい』を投入して反攻に出た。この結果、京成は千葉県内完結の長大な一般路線バスを走らせる意義が薄れ出した。
1989年（平成元年）になると、神門停留所の南側に第三工業団地停留所が新設され、そこまでの折返便が設けられた。これを機に佐倉駅 - 神門間を走る各線は、神門を境に運行本数に差ができ始めた。

さらに大きな転機となったのは、1991年（平成3年）の千葉都市モノレールの千葉駅乗り入れである。このとき、船橋営業所から成東営業所までに至る大規模な路線改変が行われた。佐倉営業所については、臼井線の四街道駅での分割、千葉線の都賀駅での分割が行われ、佐倉 - 千葉間を直通する路線が消滅した。
しかし、昭和末期までは佐倉市内の路線網はほぼ維持されていたと言える。

### ちばグリーンバスへの分社化
ちばグリーンバス株式会社は、千葉県佐倉市角来1474-1にあったバス事業者。京成電鉄の連結子会社で、京成グループの企業であった。本社敷地内に佐倉営業所（車庫名は田町車庫）を併設していた。
2000年（平成12年）2月9日、京成電鉄のバス営業所の一つであった佐倉営業所（田町車庫）を分社化して設立された。

独立にあたり、花見川各線と角栄団地線は輸送密度の点から京成による直轄の運行に耐えうると判断され、分社の範囲から外れた。これに伴い、角栄団地線は花見川車庫担当となり、同車庫は長沼営業所の所管となった。
ちばグリーンバスとしての独立後は、本佐倉線の成田市からの撤退、高崎線、神門線の八街市からの撤退等、輸送密度の低い区間の整理を推進するとともに、松ヶ丘線、物井線のようにJR佐倉駅周辺の営業線の新設を行い、市外輸送から市内輸送へ特化しようとした。ところが、京成バスが東京駅直通の短距離都市間高速バス「マイタウン・ダイレクトバス」に参入して好評を得たため、2010年（平成22年）にグリーンバスも参入。これにより東京都への本格的な進出が実現した（後述）。

### 京成バス千葉イーストへ
2025年（令和7年）4月1日には京成グループにおけるバス事業再編により、ちばグリーンバスは千葉交通・千葉中央バス・成田空港交通・ちばフラワーバス・ちばシティバスと統合され、京成電鉄バスホールディングス傘下の京成バス千葉イーストの営業所となった。なお、佐倉営業所の名称は再編後も変更はない。

## 現行路線

### 一般路線

#### 神門線
神門（ごうど）線は京成佐倉駅（または田町車庫）からJR佐倉駅を経由して神門（ごうど）まで南下し、各方面に散らばる路線の総称である。京成時代は行き先に応じて和田線（和田行き）・岩富線（八街行き）・馬渡線（西御門行き）の3線（1998年（平成10年）9月まではこれに加えて千葉線もあった。）がそれぞれ名前を名乗っていたが、末端部の運行本数がかなり少なくなってきたため、グリーンバス化にあたり名前をまとめられた。

##### 和田系統
- 京成佐倉駅 ← 神門 ← 工団中央 ← 和田
  - 1957年（昭和32年）6月10日：佐倉市内線（酒々井局前 - 京成佐倉駅入口（現・栄町（西側）） - 佐倉駅 - 神門 - 和田支所）が開通。（なお、この時点で既に千葉駅 - 佐倉駅 - 成田が運行されている。）
  - 1957年（昭和32年）6月20日：田町車庫 - 佐倉駅 - 和田支所が開通。
  - 1960年（昭和35年）11月1日：伊篠 - 京成佐倉駅入口 - 神門 - 和田支所に延長。伊篠線と呼称。
  - 1965年（昭和40年）頃：赤十字病院 - 京成佐倉駅入口 - 神門 - 和田支所に延長。
  - 1969年（昭和44年）頃：日赤線（佐倉駅 - 京成佐倉駅 - 赤十字病院）と和田線（田町車庫 - 京成佐倉駅 - 佐倉駅 - 和田支所）に分かれる。
  - 1989年（平成元年）6月20日：工団中央経由便が開通。
  - 2000年（平成12年）7月16日：ちばグリーンバスへ移管。岩富線、馬渡線と併せて神門線となる。
  - 2011年（平成23年）1月16日：8時 - 18時の時間帯の運転廃止により、4往復→2.5往復。宮本経由が消滅。
  - 2015年（平成27年）2月16日：神門線ダイヤ改正。和田系統は本数維持。
  - 2019年（平成31年）1月16日：神門線ダイヤ改正。佐倉市コミュニティバス本格運行開始に伴い、早朝京成佐倉駅方向のみ1本に減便。

ここで採り上げた和田発着便は神門から東側に進み和田支所・和田まで至る。昭和40年代には佐倉市内線という名称で市内幹線の役割を担っており、和田まで行く便の頻度も約1時間おきであった。しかし、その後は減便が続き、特に1989年に第三工業団地折返便ができてからは和田まで行く便の減少が顕著であった。
2011年1月16日のダイヤ改正では、2010年11月25日から開始した「佐倉市南部地域デマンド交通」実証運行により、同エリアの公共交通が確保されたことの影響で、デマンド交通の運行時間帯（8時 - 18時）の和田系統の運行は廃止された。また、このダイヤ改正に伴い、平日1往復残存していた宮本経由は工団中央経由に変更され、旧来ルートの宮本経由が消滅したことになる。なお、和田系統で廃止された便は第三工業団地系統に振り替えとなり、デマンド交通エリア外の運行本数は維持している。
その後、2019年1月16日のダイヤ改正により、和田方面は佐倉市コミュニティバスが拡充されることになり、早朝1本の京成佐倉駅方向以外は一般路線バスとしては廃止となった。

##### 第三工業団地系統
- 田町車庫 - 京成佐倉駅 - 神門 - 工団中央(第三工業団地中央) - 第三工業団地
- 田町車庫 - 京成佐倉駅
- 田町車庫 - 国立歴史民俗博物館 - 京成佐倉駅 - 神門 - 工団中央(第三工業団地中央) - 第三工業団地(歴博休館日は歴博通過)
- 田町車庫 - 国立歴史民族博物館 - 京成佐倉駅 - JR佐倉駅北口(歴博休館日は歴博通過)
- 京成佐倉駅 - 神門 - 工団中央(第三工業団地中央) - 第三工業団地
- 京成佐倉駅 - 第二工業団地入口
- 京成佐倉駅 - JR佐倉駅北口
  - 1956年（昭和31年）7月10日：八街駅 - 岩富 - 宿向 - 田町車庫が開通。
  - 1960年（昭和35年）11月10日：成東駅 - 埴谷 - 岩富 - 田町車庫に延長。
  - 昭和40年代：田町車庫 - 岩富 - 八街駅に短縮。
  - 1989年（平成元年）6月20日：工団中央経由便を新設。区間便として、第三工業団地発着便新設。
  - 2000年（平成12年）7月16日：ちばグリーンバスへ移管。和田線、馬渡線と併せて神門線となる。
  - 2003年（平成15年）4月1日：新田場入口 - 八街駅間の運行廃止。田町車庫 - 新田場入口に短縮。
  - 2011年（平成23年）1月16日：新田場入口系統は大幅減便。平日5往復→1往復、土曜休日4往復→0往復。
  - 2011年（平成23年）4月16日：新田場入口系統の廃止。
  - 2015年（平成27年）2月16日：ダイヤ改正（土曜休日の減便）。第三工業団地系統が減便となった（土曜休日30往復→24往復）。平日はダイヤ改正無し。JR佐倉駅発着の区間便も減便。
  - 2022年（令和4年）8月16日：ダイヤ改正により、第三工業団地内にバス停を4か所新設[7][8][9]。

神門線のうち新田場入口発着便はもともと岩富線と呼ばれており、佐倉 - 岩富 - 八街駅間を走っていた。JRと並行する区間がほとんどなく、平成初頭は佐倉 - 八街間に1時間に1本程度の頻度で走っていたが、その後、第三工業団地停留所ができそこまでの折返し便が急増した。結局、2003年（平成15年）4月にこの線の佐倉市内の東端である岩富地区の新田場入口停留所までに短縮され、市内で路線完結するようになった（新田場入口系統となる）。また、新田場入口停留所では折り返しできず、第三工業団地折り返し場と新田場入口停留所は距離がそれほど離れていないため、新田場入口停留所近くの信号を曲がり、そのまま第三工業団地折り返し場とを行き来する（新田場入口 - 折り返し場間は回送）。そのほとんどは工団中央経由で、ルート的には直線の宿向経由は平日1往復に限られていた。
この新田場入口系統について、2011年（平成23年）1月16日のダイヤ改正では、2010年（平成22年）11月25日から開始した「佐倉市南部地域デマンド交通」実証運行により、同エリアの公共交通が確保されたこと、第三工業団地系統と異なる独自区間がわずかにもかかわらず本数で有利な神門バス停や第三工業団地バス停がほぼ徒歩圏内であり利用者がほとんど見込めない状態となっていること等から、大幅に減便されて工団中央経由新田場入口行と宿向経由京成佐倉駅行が平日朝1本のみ運転となった。また、このダイヤ改正に伴い、往復で経由が異なることとなったため、工団入口バス停は新田場入口行の片道平日1本、宿向バス停・向口バス停は京成佐倉駅行の片道平日1本と変則的な運行体制になった。なお、新田場入口系統で廃止された便は第三工業団地系統に振り替えとなり、デマンド交通エリア外の運行本数は維持している。
その後、和田系統や西御門系統と異なり生活維持路線としての路線ではなかったことから、新田場入口系統の独自区間部分を経由するように高速バス佐倉ICルートの経路変更が行われ経路のみ活用され、残った1往復は第三工業団地系統に振り替えのうえ、2011年4月16日のダイヤ改正をもって新田場入口系統は廃止された。

##### 馬渡坂上・西御門系統
- 田町車庫 - 京成佐倉駅 - 神門 - 馬渡坂上 - 並木 - 坂戸 - 西御門
- 田町車庫 - 京成佐倉駅 - 神門 - 馬渡坂上
- 京成佐倉駅 - 神門 - 馬渡坂上
- 京成佐倉駅 - 神門 - 馬渡坂上 - 並木 - 坂戸 - 西御門
  - 1962年（昭和37年）9月20日：臼井駅 - 馬渡（現・旧道沿い、馬渡局入口の近く） - 八坂神社 - 飯塚入口を開通。
  - 1965年（昭和40年）頃：臼井駅 - 馬渡 - 八坂神社 - 西御門に延長。
  - 昭和40 - 50年代：田町車庫 - 馬渡 - 西御門に短縮。
  - 昭和50 - 60年代：田町車庫 - 馬渡 - 並木 - 八街駅を開通。
  - 1991年（平成3年）6月12日：馬渡経由八街駅便を廃止。
  - 1994年（平成6年）6月16日：田町車庫〜馬渡局入口 - 並木 - 西御門に変更。
  - 2000年（平成12年）7月16日：ちばグリーンバスへ移管。岩富線、馬渡線と併せて神門線となる。
  - 2011年（平成23年）4月16日：8時 - 18時の時間帯の運転廃止により、6往復→2往復。馬渡坂上折返し便を新設（4往復）。
  - 2015年（平成27年）2月16日：神門線ダイヤ改正。馬渡坂上・西御門系統は本数維持。

西御門（にしみかど）発着便（旧・馬渡線）は神門から西へ折れ、馬渡地区を経由してから並木まで行った後、県道経由で八街側に戻って、坂戸から佐倉市南端の西御門に入る。この路線は今も昔も中型車を使用している。以前は神門から先で旧道を走り、八坂神社（八坂神社入口ではなく神社の鳥居の目の前）から坂戸までショートカット運行していた。この神門 - 馬渡 - 八坂神社 - 馬渡坂下 - 坂戸間は道が狭く、特に八坂神社 - 坂戸間はワンマン運行が困難であった。また、終点の西御門も平成初頭までは折返場がなく、ワンマンでの折返しが困難であった。このため、当時の馬渡線はワンマンカーになってからも、途中の八坂神社より誘導員が乗車していた（その誘導員は車庫との移動のために千葉線八坂神社折返便に便乗することもあった。）現在は並木を経由するようになっている。
西御門は佐倉市の南端であり、千葉市との市境も近い。実際、西御門から千葉市コミュニティバス「おまごバス」の内小間子まではそう遠くなく、30分ほどで歩いて行ける。
なお、以前は西御門→京成佐倉駅→市役所→田町車庫という便も存在しており、これはJR駅から直通するのでなく、二番町経由で京成駅まで坂を下り、その後もう一度坂を上ってから市役所側に入るというものだった。このルートでは、走行する道路に重複区間があるものの、停留所では重複するものがなかった。
この他、1991年（平成3年）6月12日までは田町車庫→馬渡→八坂神社→並木→八街駅という便が1本だけあった。八坂神社 - 並木も旧道経由であった。同統計書により、この便が1986年（昭和61年）以降運行されていたことはわかるのだが、それより前については、統計がないので詳しくわからない。なお、同便は八街駅に着くと、飯塚入口まで回送し、そこから再び並木・八坂神社・馬渡経由で田町車庫に戻っていた。
2011年（平成23年）1月16日のダイヤ改正では、同じ神門線の和田系統・新田場入口系統のような年度途中の減便はされず、若干の時刻調整のみとなった。しかし、2010年11月25日から開始した「佐倉市南部地域デマンド交通」実証運行エリアと西御門系統の並木バス停・川村美術館バス停付近から終点の西御門バス停までの区間が重複する。その影響により、2011年4月に西御門系統の日中の運行区間の短縮化を含むダイヤ改正を行うことは既に発表されていた。その後2011年1月の予告通り、2011年4月16日の改正では、デマンド交通の運行時間帯（8時 - 18時）の西御門系統の運行は馬渡坂上 - 西御門間において区間廃止され、同時に馬渡坂上折返し便が新設された。馬渡坂上折返し便の新設をすることで、デマンド交通エリア外の運行本数はすべて維持している。しかし、その後デマンド交通は廃止された。
2019年1月16日のダイヤ改正で、町方 - 西御門間は、日中は佐倉市コミュニティバスが物井駅からと千城台駅から運行されるようになり、コミュニティバスの本数が大幅に増え、実質的な代替路線になっている。ただし西御門発着の一般路線バスも早朝と夜の1日2本だけは残っている。

#### 臼井線

##### 四街道方面
- 京成佐倉駅 - 聖隷佐倉市民病院 - 臼井駅 - 千代田団地入口 - 四街道駅
- 京成佐倉駅 - 聖隷佐倉市民病院入口 - 臼井駅 - 千代田団地入口 - 四街道駅
- 田町車庫 - 聖隷佐倉市民病院 - 臼井駅 - 千代田団地入口 - 四街道駅
- 田町車庫 - 聖隷佐倉市民病院入口 - 臼井駅 - 千代田団地入口 - 四街道駅
  - 1953年（昭和28年）8月10日：初代京成千葉駅 - 貝塚 - 高野山 - 四街道駅 - 飯重入口（旧道沿い、間野台小学校近く） - 前・臼井駅 - 印旛沼（今の船戸大橋南詰付近、のち岩戸と改称）を開通。
  - 1965年（昭和40年）頃：前・京成千葉駅 - 岩戸に延長（田町車庫出入庫便もあった）。
  - 昭和：前・京成千葉駅 - 高野山 - 前・臼井駅 - 京成佐倉駅に変更。
  - 昭和：京成佐倉駅 - 前・臼井駅 - 畔田を開通。
  - 昭和：祐光三丁目経由に変更。
  - 昭和：前・京成千葉駅 - 四街道駅 - 千代田車庫（現・千代田団地入口）を開通。
  - 昭和：臼井駅移転により、暫定ルート（新臼井田経由ではなく、296号経由）で新駅経由に変更。
  - 昭和：新臼井田経由に変更。
  - 1991年（平成3年）6月12日：京成佐倉駅 - 四街道駅と四街道駅 - 高野山 - 千葉中央駅に分割。千葉便は千葉営業所担当となる。畔田便は畔田経由四街道駅発着便に延長。
  - 平成：国立病院医療センター（現・聖隷佐倉市民病院）経由便を新設する。
  - 平成：山の神 - 臼井駅間を新道経由でショートカットし、間野台小学校停留所経由となる。
  - 1998年（平成10年）1月17日：全便畔田を経由しなくなる。
  - 2000年（平成12年）7月16日：ちばグリーンバスへ移管。志津線と臼井線を併せて臼井線となる。

京成佐倉駅または田町車庫から臼井駅に向かい、そこから南に向かって千代田団地・栗山などを経由しながら、四街道駅へ至る路線である。1998年（平成10年）1月16日までは途中畔田を経由する便や羽鳥線（田町車庫・京成佐倉駅 - JR佐倉駅 - 羽鳥 - 四街道駅、初期は千葉始発、末期は臼井線の一部と見なされたらしい）もあった。1991年6月11日までは京成佐倉駅 - 千葉中央駅を運行していたが、現在は四街道駅を境に千葉四街道線と分割されている（これによって、佐倉営業所の車はJR千葉駅・千葉中央駅に乗り入れなくなった）。
全線を通して利用する人は少ないものの、臼井駅を境にして細かく効率よく利用されている路線である。なお、従来は国立病院療養センター経由がなかったが、もともと経由していた志津線が減便（ほとんど廃止に近い）され、1時間に1本の経由を確保することができなくなったために、現在ではこの線に経由便が半数程度充てられている。

##### 志津方面
- 志津駅南口 - 東邦大佐倉病院 - 臼井駅 - 聖隷佐倉市民病院 - 田町車庫 - 京成佐倉駅（ → JR佐倉駅）
- 志津駅南口 ← 東邦大佐倉病院　← 臼井駅← 聖隷佐倉市民病院 ← 田町車庫 ← 市役所 ← JR佐倉駅
- 田町車庫 - 京成佐倉駅 - 栄町 - JR佐倉駅
  - 1958年（昭和33年）7月10日：大和田駅 - 下市場 - 志津駅入口 - 京成佐倉駅 - 国鉄佐倉駅を開通。大和田 - 先崎や佐倉駅 - 先崎などの支線も開通（月山神社 - 先崎間はのちに今宿線となる）。
  - 1968年（昭和43年）頃：勝田台駅 - 志津駅入口 - 京成佐倉駅 - 国鉄佐倉駅に短縮。
  - 1980年（昭和55年）1月16日：上志津入口 - 臼井駅 - 国立病院健康管理センター（現・聖隷佐倉市民病院） - 国鉄佐倉駅に短縮および変更。
  - 1984年（昭和59年）9月1日：志津駅南口 - 佐倉西高（現・東邦大佐倉病院） - 臼井駅 - 国立病院健康管理センター - 京成佐倉駅を開通。
  - 1997年（平成9年）10月1日：上志津入口便を廃止。その代わりに志津駅南口便をJR佐倉駅まで延長。
  - 2000年（平成12年）7月16日：ちばグリーンバスへ移管。志津線と臼井線を併せて臼井線となる。
  - 2015年（平成27年）2月16日：ダイヤ改正（減便）。

佐倉から志津方面に至る路線はもともと志津線と言い、1958年（昭和33年）に今の国道296号線に沿って臼井駅、志津駅入口、下市場を経由して大和田駅まで開通した。開通当時は沿線の駅間距離が長いことから、鉄道に並行する路線ながらも機能を果たしていたが、その後、勝田台駅、ユーカリが丘駅の開業に伴い、路線短縮（勝田台駅への短縮、その後上志津入口まで）および減便となった。この間に、臼井駅周辺については、同駅が上野側に500 m移設されたこと等から、王子台を通るようにルートが変更された。結局、王子台三丁目〜上志津入口間は乗客がほとんどなく、1997年（平成9年）に廃止された。
現在運行されている東邦大佐倉病院を経由するものは、1984年（昭和59年）に開通している。当初は「佐倉西高経由」と称し、角栄団地線の出入庫便に、数便が追加された程度であったため、他線に比べ運行頻度および運行間隔ともに実用的とは言い難かった。上志津入口便が廃止されたことにより、その一部の便が振り当てられて若干増便されてきた。ただし、志津駅南口 - 臼井駅の折返便が多い。

#### 大日線
- 志津駅南口 - 志津図書館 - 上志津原 - 大日今宿 - 大日中央 - 四街道駅
  - 1958年（昭和33年）7月10日：志津線（大和田駅 - 先崎および佐倉駅 - 先崎）を開通。
  - 1959年（昭和34年）12月1日：上志津線（四街道駅 - 上志津（中志津のやや西） - 志津駅入口、のちに月山神社）を開通。
  - 1960年（昭和35年）3月10日：井野線（前・京成千葉駅 - 四街道駅 - 下志津（東邦大佐倉病院の近く） - 矢橋台（矢橋台坂下とオーケーディスカウントセンターのちょうど中間） - 井野（現・梵天塚停留所の300 mほど東））を開通。
  - 1962年（昭和37年）頃：四街道駅 - 上志津 - 先崎と四街道駅 - 下志津 - 井野に変更。
  - 不明：高野山 - 上志津 - 先崎と高野山 - 下志津 - 井野に延長。高野山 - 上志津 - 井野もあった。
  - 1987年（昭和62年）頃：四街道駅 - 上志津 - 志津駅南口と四街道駅 - 下志津 - 志津駅南口と井野 - 志津駅入口 - 先崎に分割。
  - 1989年：内陸バス大日線開通に伴い、大日中央発着便の新設。
  - 1990年（平成2年）12月頃：志津駅南口発着便の一部を山王病院（構内）まで延長。
  - 1991年（平成3年）9月頃：下志津経由便をすべて東邦大佐倉病院・ユーカリが丘駅経由に変更。
  - 1996年（平成8年）7月20日：上志津経由便を志津図書館経由とする。
  - 1997年（平成9年）10月1日：井野 - 先崎を廃止。
  - 2000年（平成12年）2月16日：志津駅南口 - 志津図書館〜四街道駅に短縮。東邦大佐倉病院経由便は廃止。
  - 2000年（平成12年）7月16日：ちばグリーンバスへ移管。大日線と呼称変更。四街道駅 - 大日中央間は京成も運行（平日のみ）。
  - 2015年（平成27年）2月16日：ダイヤ改正。道路事情改善による千葉内陸バス四勝線（千葉内陸バス大日線の勝田台駅延伸路線）の運行開始に伴い、志津駅南口発着は大幅減便（平日21往復→8往復、土曜休日19往復→8往復）。大日中央折返しは大幅増便し、大日中央 - 四街道駅間の本数はほぼ維持。
  - 2017年（平成29年）3月16日：「上志津原西」停留所を新設[10]。
  - 2017年（平成29年）9月1日：「M2プラザ前」停留所を新設[11]。
  - 2020年（令和2年）4月1日：下志津線新設により、大日中央折り返し便を廃止（千葉内陸バスは継続）。

大日線は、志津駅南口と四街道駅を結ぶ路線である。もともとは、臼井線（志津方面）の項で触れた志津線と、上志津線、井野線の3線があったが、複雑な路線改変の後に、2000年（平成12年）2月以降は志津図書館を経由する一本の路線となった。なお、途中の大日中央以南は千葉内陸バスも同一区間で運行を行っている。これは、1989年に運行開始されたが、大日中央停留所はそのときに設けられたものである。

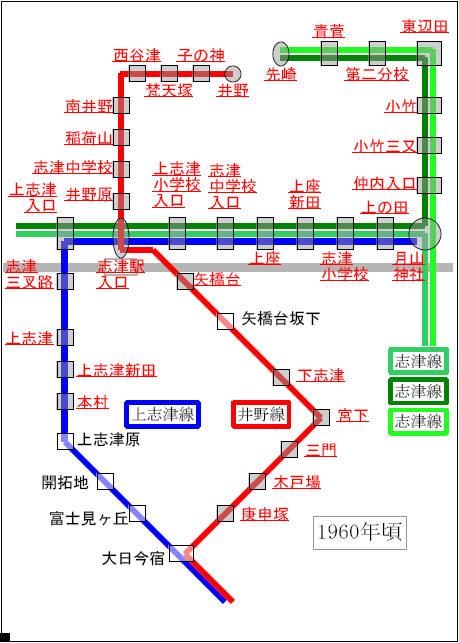
大日線の路線変遷（その1）
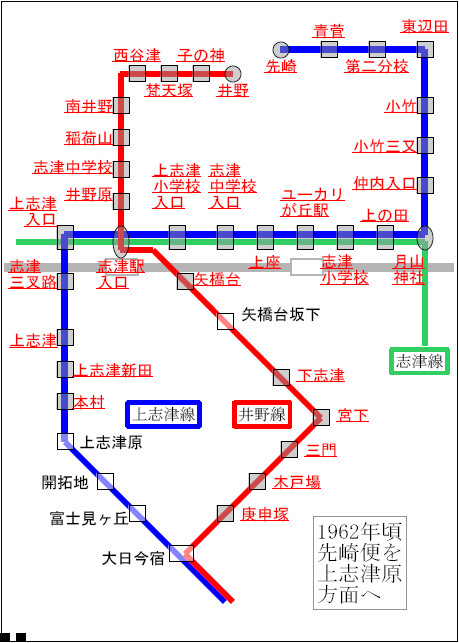
大日線の路線変遷（その2）
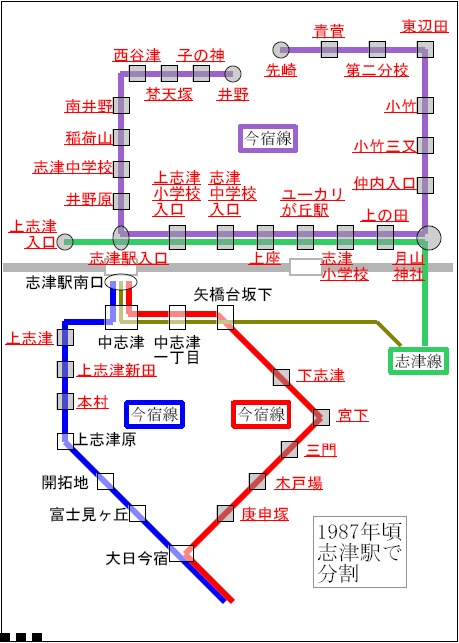
大日線の路線変遷（その3）
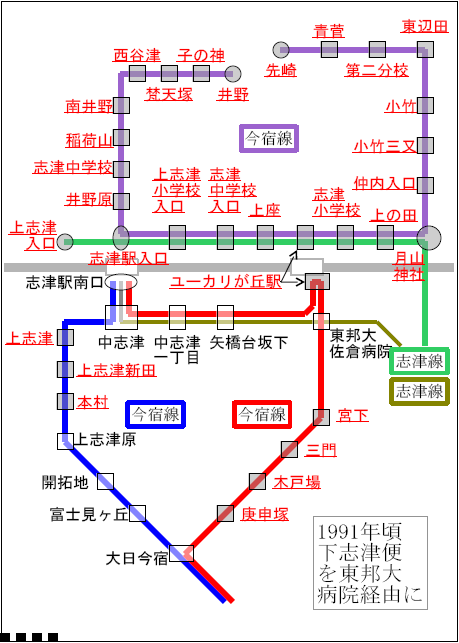
大日線の路線変遷（その4）
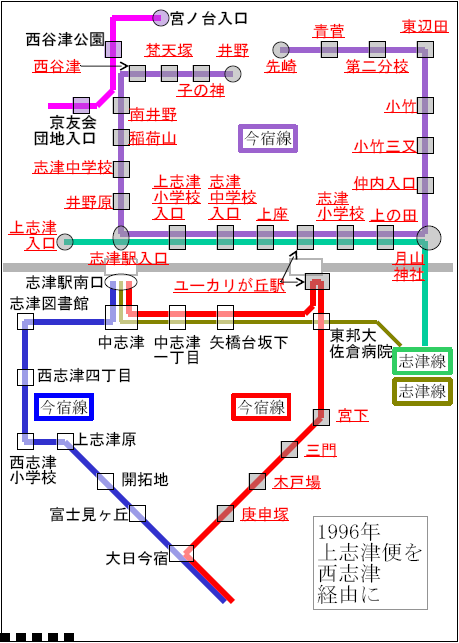
大日線の路線変遷（その5）
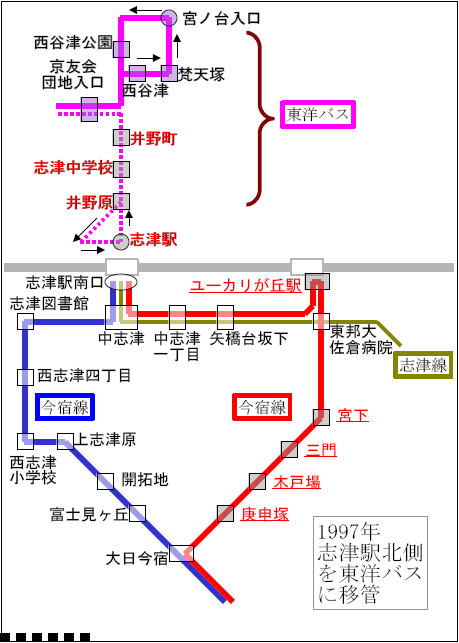
大日線の路線変遷（その6）
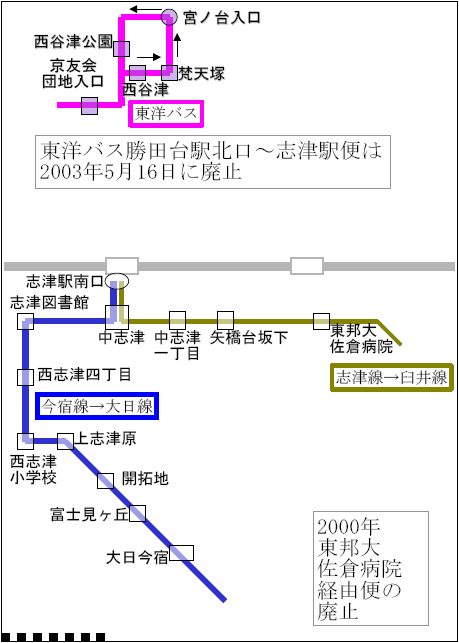
大日線の路線変遷（その7）

#### 染井野団地線
- 臼井駅 - 消防署 - 地区センター - 染井野南
- 臼井駅 → 消防署 → 地区センター → 臼井駅
  - 1992年（平成4年）9月30日：臼井駅 - 染井野南を開通。
  - 平成：地区センター折返線（循環便）を開通。
  - 2000年（平成12年）7月16日：ちばグリーンバスへ移管。
  - 2015年（平成27年）9月19日：ダイヤ改正。土曜休日ダイヤを、土曜と休日に分離。

京成臼井駅から南側に向かう団地路線である。染井野は、東急不動産、大林組などによって開発された一戸建ての住宅地である。団地を南下していく便と、東側を循環する便があり、約1/3の便が循環線となる。終点染井野南は千代田小学校停留所とほとんど同じ場所にある。乗降方法と運賃支払い方法は2012年（平成24年）3月16日から、臼井駅発染井野南行きは中乗り前降り・後払い（これまでは前乗り中降り・先払い）、染井野南発臼井駅行きと循環便は前乗り中降り・先払いを採用している。

#### 本佐倉線
- 田町車庫 - 京成佐倉駅 - 酒々井町役場 - 京成酒々井駅
- 京成佐倉駅 - 酒々井町役場 - 京成酒々井駅
- 京成佐倉駅 - 酒々井小学校 - 京成酒々井駅
- 京成佐倉駅 - 上本佐倉
  - 1924年（大正13年）1月20日：[兼坂自動車]千葉駅 - 並木 - 神門 - 京成佐倉駅が開通。（のち成田駅まで）
  - 1943年（昭和18年）4月21日：京成となる。成東営業所担当。
  - 昭和：千葉交通と相互乗入れを開始し、京成千葉駅 - 成田山門前に延長。
  - 1956年（昭和31年）12月14日：七栄線（国鉄佐倉駅 - 京成佐倉駅 - 酒々井局前 - 七栄）が開通。
  - 1960年（昭和35年）11月1日：馬橋線（田町車庫 - 上本佐倉 - 馬橋入口 - 和田支所 - 神門）が開通。
  - 昭和：成田線が京成千葉駅 - 京成成田駅に短縮。
  - 昭和：千葉交通との相互乗入れを解消し、千葉線（京成千葉駅 - 神門 - 京成佐倉駅）と日赤線（国鉄佐倉駅 - 京成佐倉駅 - 日赤病院）に分割短縮。なお、千葉交通は京成成田駅 - 国鉄佐倉駅の運行（佐倉線、現在廃止）となる。
  - 昭和：七栄線が国鉄佐倉駅 - 京成佐倉駅 - 墨入口に短縮し、日赤線の一部となる。
  - 昭和：馬橋線が京成佐倉駅 - 馬橋入口に短縮され、日赤線の一部となる。
  - 1987年（昭和62年）：墨入口便が国鉄佐倉駅 - 酒々井町役場経由京成酒々井駅折返場（暫定停留所であり、現停留所よりわずかに国道寄り）に行き先を変更される。
  - 平成：京成酒々井駅停留所完成により、同停留所発着便が現位置まで延長され、日赤病院便が同停留所経由となる。
  - 平成：京成酒々井駅 - 酒々井小学校 - 馬橋入口便が開通。
  - 平成：日赤病院便が公津の杜駅経由となる。
  - 2000年（平成12年）7月16日：ちばグリーンバスへ移管。本佐倉線と呼称変更。
  - 2003年（平成15年）2月1日：日赤病院便が田町車庫 - 酒々井小学校 - 伊篠に短縮。
  - 2004年（平成16年）6月1日：伊篠便が京成佐倉駅 - 酒々井小学校 - 京成酒々井駅に短縮。
  - 2008年（平成20年）3月1日：酒々井町役場 - 中央台間に、プリミエール酒々井バス停開設。
  - 2015年（平成27年）10月17日：土曜休日ダイヤを土曜と休日に分離し、休日を減便。さらに上本佐倉折返し系統を新設（休日のみ）。

本佐倉（もとさくら）線はJR佐倉駅、田町車庫、京成佐倉駅から京成酒々井駅に向かう路線である。全区間が京成電鉄本線に並行しているが、若干線路より離れたところを走っており、現在でも一定数の乗客は存在している。
同線はもともと成田線、佐倉市内線、馬橋線、七栄線という4つの路線が、それぞれ短縮されて一つの路線にまとまったものである。以下、平成初期までの各線の経緯を示す。
成田線は戦後まもなく千葉交通との相互乗入れを行うことで京成千葉駅 - 成田山門前を運行していた。その後、路線長が長すぎることからか昭和40年代に京成は京成千葉駅 - 京成佐倉駅、千葉交通は国鉄佐倉駅 - 京成成田駅間の運行に分割された。ただし、京成にはこの他に佐倉市内線として、和田 - 国鉄佐倉駅 - 京成佐倉駅 - 日赤病院間を運行していたので、これを国鉄佐倉駅または京成佐倉駅で分割し、日赤線として国鉄佐倉駅〜日赤病院間の運行を継続した。（和田 - 京成佐倉間は和田線となり現在は神門線の一部となっている。）この便は、その後減便にこそなったが、平成初期まで区間をそのままに維持し続けた。
七栄線は1956年（昭和31年）に富里村（現・富里市）の中心地である七栄まで開通した。当時、七栄地区は千葉交通が既に路線を走らせており、京成が乗り入れたのは佐倉への足を新しく設けたかったということのようである。結局、京成としてはこの路線しかなかったことから中途半端な存在となり、あまり時を経ず（昭和40年代頃）に途中の墨入口までに短縮された。その後、ここで折り返すことがあまり効果的でなかったことや、酒々井駅西側の中央台が町として発展してきたことから、1987年（昭和62年）に、途中の横町（酒々井町）で方向を変え中央台経由で京成酒々井駅に向かうようにルートを変更した。なお、京成が七栄から撤退したことで、千葉交通が代替路線を運行したが、紆余曲折を経て結局廃止になってしまった。酒々井駅方面から七栄に至るバス路線は暫くなかったが、2002年（平成14年）、富里市が運行させているコミュニティバス『さとバス』（千葉交通が受託運行）として運行開始。しかし、2022年（令和4年）9月30日に廃止となった。また以前は京成酒々井駅・JR酒々井駅 - 酒々井プレミアムアウトレットを結ぶ路線が、横町や墨入口を経由するが、駅からアウトレットまでの間のノンストップである急行便となっていた。近年、このアウトレット系統の急行バスは、平日のみ全便が酒々井町役場に停車するようになったため、利便性が大きく向上した。
馬橋線は1960年（昭和35年）に開通し、当初は田町車庫 - 上本佐倉 - 馬橋入口（南酒々井駅のやや北） - 南酒々井駅 - 和田支所 - 神門という区間だった。このうち、馬橋入口 - 和田支所 - 神門間については佐倉市内線（のち、和田線）と重複する区間が長く、同線で輸送のほとんどをカバーできることから早々に短縮され、京成佐倉駅 - 馬橋入口間のみとなり、日赤線の一部となった。これにより、独自区間は上本佐倉 - 馬橋入口間だけとなった。しかし、この区間は途中停留所が新堤入口の一つしかなく、終点の馬橋入口停留所も南酒々井駅に近接していたため、独自便として運行する意味はあまりなく、平成初期には4往復の運行にすぎなかった。
以上を経て、平成初期にはJR佐倉駅・京成佐倉駅 - 日赤病院・京成酒々井駅・馬橋入口として運行を行った。JR佐倉駅発着便も京成佐倉駅を経由していたが、京成佐倉駅付近の道路が一方通行であったため、迂回上に運行していた。そのルートを下図に示すが、JR佐倉駅行便については、印旛支庁停留所を二度通っていた。

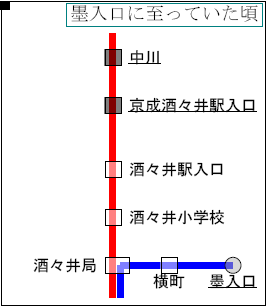
本佐倉線の路線変遷（京成酒々井駅付近, その1）
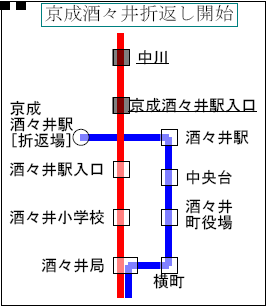
本佐倉線の路線変遷（京成酒々井駅付近, その2）
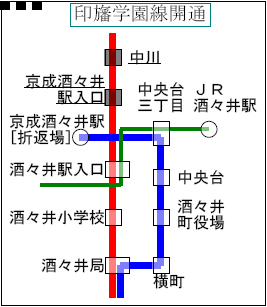
本佐倉線の路線変遷（京成酒々井駅付近, その3）
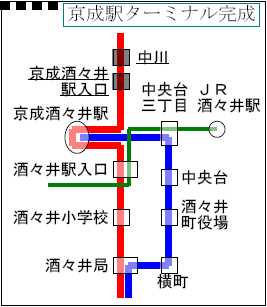
本佐倉線の路線変遷（京成酒々井駅付近, その4）
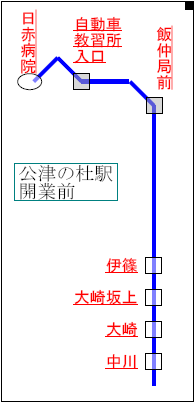
本佐倉線の路線変遷（伊篠付近, その1）
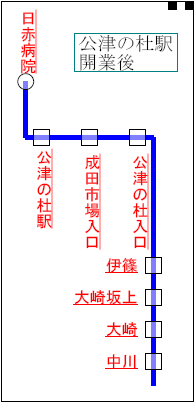
本佐倉線の路線変遷（伊篠付近, その2）
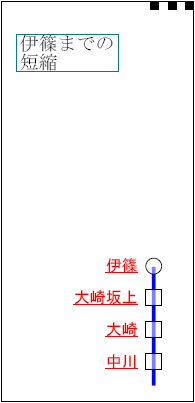
本佐倉線の路線変遷（伊篠付近, その3）

#### 高崎線
- JR佐倉駅北口 - 高崎 - 和田ふるさと館 - 宮本 - 神門 - 岩富中央 - 弥富公民館
- JR佐倉駅北口 - 高崎 - 和田ふるさと館 - 宮本 - 神門
  - 1960年（昭和35年）1月10日：大関線（田町車庫 - 高崎 - 瓜坪 - 大関 - 八街駅）が開通。
  - 2000年（平成12年）7月16日：ちばグリーンバスへ移管。高崎線と呼称変更。
  - 2003年（平成15年）4月1日：田町車庫 - 瓜坪に短縮。
  - 2011年（平成23年）1月16日：8時 - 18時の時間帯を減便（4往復→2往復）。減便に伴い、全て京成佐倉駅発着に短縮。
  - 2019年（平成31年）1月16日：佐倉市コミュニティバス本格運行開始に伴い、南部地域ルート再編によりルート変更。同時に2往復から4.5往復に増便。
  - 2024年（令和6年）4月1日：ダイヤ改正で休日は運休となる。

高崎線は、1960年（昭和35年）に大関線の名称で田町車庫 - 高崎 - 瓜坪 - 大関 - 八街駅間を開通したのが始まりである。1956年に開通した岩富線（現・神門線）と同様に八街駅を発着する路線であったが、岩富線が佐倉市内の背骨を縦貫するのに比べ、大関線は東側のやや住居密度の低いところを走り、しかも南側は榎戸駅 - 八街駅を鉄道と完全並行していた。このため、総武本線の運行頻度が上がるにつれて並行区間の存在意義は薄れていき、過半数の便が佐倉市内である途中の瓜坪までの運行となっていた。その後、瓜坪 - 八街駅間を廃止しているが、現在では総運行回数自体が極めて少なくなっており、残存区間も安定しているとは言い難い状況である。なお、この線は独自区間に狭隘な道路が存在することから、必ず中型車で運行される。
2011年1月16日のダイヤ改正では、2010年11月25日から開始した佐倉市南部地域デマンド交通実証運行により、高崎線の主たるエリアの公共交通が確保された影響から、デマンド交通の運行時間帯（8時 - 18時）の高崎線の運行は廃止された。なお、高崎線の運行経路には、デマンド交通の運行エリア外となるバス停が複数存在するが、神門線のような本数維持の配慮はされず、純減である。その後、デマンド交通が廃止になり、佐倉市コミュニティバスが拡充されることになった。
その結果、2019年1月16日のダイヤ改正で瓜坪方面は佐倉市コミュニティバスが担当することになり、一般路線バスは瓜坪ではなく弥富公民館に向かうように変更され、和田小学校 - 瓜坪間は廃止となった。その結果、「殿台」と「米田入口」バス停は廃止になっている。その代わり瓜坪方面は当路線で和田ふるさと館まで向かうと下勝田・南酒々井駅方面とのコミュニティバスと接続するようになっている(接続しない便もある)。また、神門では、神門始発の瓜坪方面のコミュニティバスと接続している。このコミュニティバスと重複するため、高崎線の瓜坪行きが廃止とし、引き換えに弥富地区の弥富公民館まで高崎線を延伸した。
その終点の弥富公民館では、千城台駅や物井駅から来る佐倉市コミュニティバス西御門行と接続し、逆に西御門からの佐倉市コミュニティバスは弥富公民館で佐倉行の当路線と原則接続する(接続しない便もある)。なお、当路線の最終便の佐倉駅発は神門止まりである。

#### 白銀ニュータウン線
- 田町車庫 - 京成佐倉駅 - 佐倉高校 - 高岡 - 白銀ニュータウン
- 田町車庫 - 鏑木町一丁目 - JR佐倉駅 - 合同庁舎 -白銀ニュータウン
  - 1990年（平成2年）：田町車庫 - 佐倉小学校入口 - 白銀ニュータウンを開通。
  - 1998年（平成10年）：佐倉高校経由に変更。
  - 2000年（平成12年）7月16日：ちばグリーンバスへ移管。
  - 2001年（平成13年）8月1日：田町車庫 - 鏑木町一丁目 - JR佐倉駅 - 合同庁舎 - 白銀ニュータウンを開通。
  - 2017年（平成29年）2月16日：田町車庫 - 鷹匠橋 - JR佐倉駅 - 合同庁舎 - 白銀ニュータウンを廃止。京成佐倉駅 - 田町車庫 - 寺崎北（ベイシア） - JR佐倉駅 - 合同庁舎 - 白銀ニュータウンを新設[12]。
  - 2019年（平成31年）1月16日：「鏑木交差点」停留所を新設[13]。

1990年（平成2年）に開通した比較的新しい路線である。開通当時は1時間に1本だったが、現在は住宅が建ち並び本数もかなり増えている。路線長が短いながらも、車窓の景色はころころ変わるのが特徴である。1998年（平成10年）より佐倉小学校経由から佐倉高校経由となり、線形の改善と同時に新規需要を期待できるようになった。なお、白銀ニュータウン停留所の先は国道51号線とぶつかっているがそこにはバスが走っていない。
2001年（平成13年）8月より朝夕に限ってJR佐倉駅発着便が運行されることとなった。この便はさらに西側に鏑木町一丁目経由で田町車庫に至る出入庫便がある。

#### 順大線

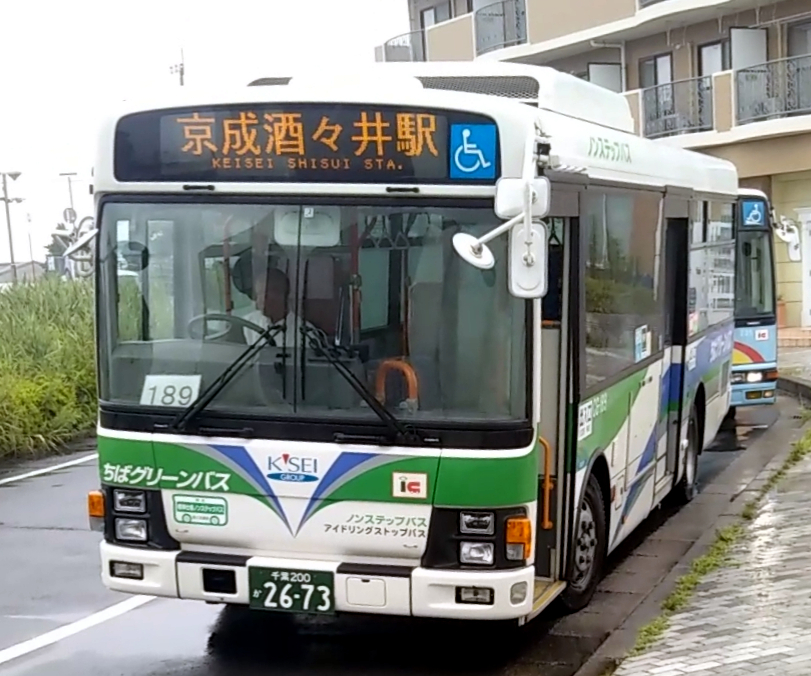
京成酒々井駅に到着するCG-189号車

- JR酒々井駅 - 京成酒々井駅（西口） - 順天堂大学 - 学園台（順大線）
- 京成酒々井駅（西口） - 順天堂大学 - 学園台(順大線)
- 京成酒々井駅（西口） - （直通） - 順天堂大学さくらキャンパス正面玄関前
  - 1989年：学園台線としてJR酒々井駅 - 京成酒々井駅西口 - 順天堂大学 - 学園台および京成酒々井駅折返場（暫定停留所） - 京成酒々井駅西口 - 順天堂大学 - 学園台を開通。
  - 時期不詳：京成酒々井駅折返場発着便を京成酒々井駅西口発着に短縮。
  - 1995年（平成7年）3月11日：平日の一部の便をJR酒々井駅 - 順天堂大学 - 学園台 - 日医大北総病院に延長。
  - 2000年（平成12年）7月22日：ちばグリーンバスとなり、日医大北総病院便が京成酒々井駅 - （学園台非経由） - 印旛日本医大駅に変更され印旛学園線として、旧印旛村補助対象路線となる。また、学園台経由便の路線名を順大線に変更。
  - 2019年（平成31年）3月31日：この日の最終便をもって、印旛学園線の当社での運行を終了。4月1日からの運行をちばレインボーバスに移管[14][15]。
  - 2024年（令和6年）4月1日：ダイヤ改正により、京成酒々井駅（西口） - 順天堂大学さくらキャンパス正面玄関前までの直通系統を開通[16]。学園台への既存系統は大幅減便。
  - 2024年（令和6年）7月1日：直通系統のダイヤ改正[17]。
  - 2024年（令和6年）11月1日：「順天堂大学さくらキャンパス正面玄関前」停留所の位置を変更[18]。

順大線および印旛学園線はJR酒々井駅または京成酒々井駅西口から順天堂大学を経由して印西市印旛地区方面に向かう路線である。
この路線の走る地区（以下、平賀地区）はもともと同地区南側の仲の台を南端として、それ以北の道路しかなかった。また、この地域には、阪東自動車が木下駅・京成臼井駅等から六合小学校を経由して仲の台（現在の仲の台停留所と同じ場所）までのバス路線を運行していた。すなわち、その当時は京成酒々井駅から直線距離が近かったにもかかわらず、印旛村（現・印西市印旛地区）の最も不便な場所になっていた。
その後、平賀地区に順天堂大学と住宅地（平賀学園台）ができることとなり、京成酒々井駅西口 - 仲の台を結ぶ道路が作られた。こうして、酒々井駅近辺が既運行エリアにあった京成バスが、平成初頭に学園台までの路線を開通することとなった。なお、開通当初、京成駅始発便については、東側の京成酒々井駅折返場を始発としていた。他線との接続の意味合いもあったのかもしれないが、大多数の乗客が西口で乗降していたために、程なく西口発着に短縮された。
この路線の開通により、仲の台 - 学園台入口間は阪東自動車と路線が重複することとなった。当時の阪東の路線は既に六合小学校への通学路線としての役割しかなく、学園台の街開きに伴い、1990年（平成2年）4月に平賀小学校ができると、路線の存続意義が無くなり、程なく廃止となった。しかし、中学校へのアクセス等、平賀地区と役場を結ぶ路線は必要であるため、阪東路線の代替として、京成が学園台便の一部を日医大北総病院にまで延長した。なお、延長便は平日に3往復のみ運行され、学園台を経由してから病院に至っていた。
2000年（平成12年）7月22日に印旛日本医大駅が開業し、旧印旛村主導のもとに同駅の周辺路線（都市交通、大成交通、ちばグリーンバス）をすべて補助対象に切り替えられた。これにより、学園台線は学園台を発着する便がちばグリーンバスの自主運行路線、印旛日本医大駅発着便が旧印旛村補助対象路線に区分され、それぞれ順大線、印旛学園線と改称した。後者の印旛学園線は大幅に増発された上に毎日運行に切り替えられた。旧印旛村外との駅を結ぶ補助対象路線は、運賃が一律に300円（運賃が200円の村内循環路線もあったが現在は全廃）と定められた。すなわち、京成酒々井駅 - 学園台入口間については、印旛学園線が300円、順大線がちばグリーンバス本来の区間制運賃であり、運賃額が異なることとなった。なお、両線は、この区間において停留所が若干異なっている。
2019年4月1日から、印旛学園線はちばレインボーバスへ移管された（順大線はちばグリーンバスのまま運行を継続）。

#### 酒々井プレミアム・アウトレット線
- 急行：京成酒々井駅 - JR酒々井駅 - 酒々井町役場 - 墨 - 酒々井プレミアム・アウトレット（平日のみ）
- 急行：京成酒々井駅 - JR酒々井駅 - （無停車） - 酒々井プレミアム・アウトレット（ -  酒々井温泉）（土休日のみ）
- 急行：酒々井プレミアム・アウトレット - 酒々井温泉（土休日のみ）
  - 2013年（平成25年）4月19日：運行開始。
  - 2015年（平成27年）12月5日：一部の便が酒々井プレミアム・アウトレット - 酒々井温泉に延伸。
  - 2016年（平成27年）10月17日：「酒々井町役場」「墨」停留所を開設（土曜休日は全便通過）。また同日より途中停留所での乗降制限がなくなり、支払い方法を前乗り前払い中降りから中乗り前降り後払いへ変更。
  - 2020年（令和2年）5月29日：運行再開[19]。

2013年5月6日までは無料送迎バスとしての運行となり、定期路線バスとしての運行は2013年5月7日から。約2か月後の7月12日に早速ダイヤ改正を行い、利用実態を踏まえたダイヤになった。2014年7月19日にダイヤ改正が行われ、増便された（平日：駅発16本、アウトレット発19本。土休日：駅発19本、アウトレット発27本）。一般路線バスではあるが、両駅とアウトレット以外の停留所はなく事実上の直行便である。
2015年1月16日改正で、始発の7時台アウトレット行を廃止。2015年9月5日改正で、土休日の駅発アウトレット行最終便1本を廃止し、最終便が18時台に繰り上げられた。
2015年12月5日改正で、酒々井町飯積に温泉施設「酒々井温泉 湯楽の里」が開業したことに伴い、土曜休日朝の京成酒々井駅発と夜の酒々井プレミアム・アウトレット発の1往復が酒々井温泉発着に変更。また、酒々井プレミアム・アウトレット - 酒々井温泉間の折り返し便を土曜休日のみ1日4往復設定された。

#### 佐倉南高校線

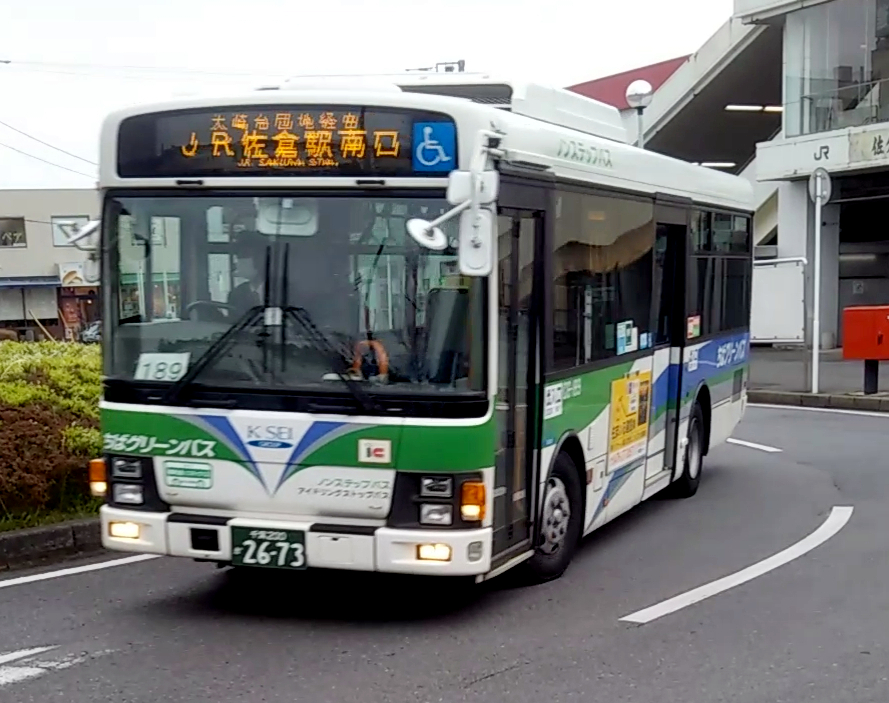
JR佐倉駅を出発するCG-189号車

- JR佐倉駅【南口】 → 大崎台団地 → 佐倉南高校 → JR佐倉駅【南口】
- JR佐倉駅【南口】 → 佐倉南高校 → 大崎台団地 → JR佐倉駅【南口】
- JR佐倉駅南口→大崎台団地→佐倉南高校
  - 1998年（平成10年）4月1日：JR佐倉駅 - （循環） - JR佐倉駅を開通。
  - 2000年（平成12年）7月16日：ちばグリーンバスへ移管。
  - 2011年（平成23年）7月21日：ダイヤ改正により、休校日ダイヤ新設。
  - 2012年（平成24年）10月9日：ダイヤ改正により、休校日ダイヤ廃止。
  - 2014年（平成26年）11月16日：「太田」停留所が廃止。
  - 2015年（平成27年）1月12日：JR佐倉駅南口⇔物井駅の系統を廃止。
  - 2016年（平成28年）7月21日：ダイヤ改正により、休校日ダイヤ再設定。
  - 2022年（令和4年）4月1日：ダイヤ改正。並びに乗降方式が中乗り前降りに変更。
  - 2023年（令和5年）6月30日：佐倉南高校専用スクーパ回数券の発売終了[20]。
  - 2023年（令和5年）9月19日：ダイヤ改正により、休校日ダイヤ廃止[21]。

JR佐倉駅から佐倉南高校と大崎台地区へのアクセスのために開設された路線であり、基本的には循環運行である（最終の便は佐倉南高校止まり）。利用客が多いため、狭隘区間があるが大型車での運行となっている。
2010年（平成22年）3月のダイヤ改正により、物井線の一部の便を移管する形で大崎台公園・佐倉南高校経由物井駅行きが新設された。
2011年（平成23年）7月21日には休校日ダイヤが新設され、高校の春夏冬休み期間中は減便されていたが、翌2012年（平成24年）10月9日の改正により休校日ダイヤは廃止されて佐倉南高校の休校日に影響しないダイヤに戻され、わずか1年強の期間で休校日ダイヤはお蔵入りとなった。またこの改正により、大崎台公園・佐倉南高校経由物井駅行き系統は土曜休日のみの運行に変更された。このJR佐倉駅南口⇔物井駅系統は、2014年（平成26年）11月16日までで「太田」停留所が廃止され、2015年（平成27年）1月12日の運行をもって路線廃止となった。

#### 松ヶ丘線

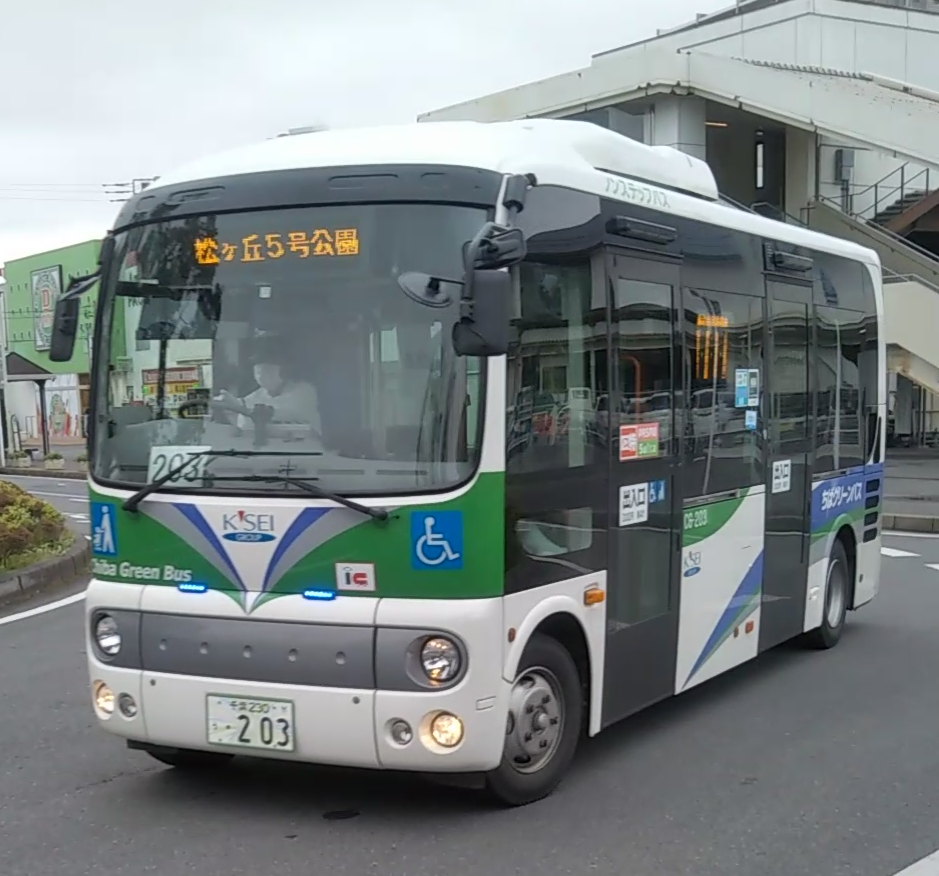
JR佐倉駅を出発するCG-203号車

- JR佐倉駅【南口】- 大崎台二丁目 - 角栄団地 - 藤治台東公園 - 松ヶ丘5号公園(松ヶ丘方面のみ)
- 田町車庫→JR佐倉駅南口→大崎台二丁目→角栄団地→藤治台東公園→松ヶ丘五号公園
- 松ヶ丘→藤治台東公園→角栄団地→大崎台二丁目→JR佐倉駅南口
- 松ヶ丘→藤治台東公園→角栄団地→大崎台二丁目→JR佐倉駅南口→田町車庫
  - 2002年（平成14年）11月1日：JR佐倉駅【南口】 - 松ヶ丘を開通。
  - 2011年（平成23年）4月4日：通過していた神門線城郵便局バス停で松ヶ丘線も取扱開始。JR駅発終車時刻の延長。
  - 2012年（平成24年）10月9日：ダイヤ改正により、初の抜本的な減便（改正後、平日31往復・土曜休日17.5往復）。
  - 2014年（平成26年）12月24日：運行ルート変更（停留所位置、停留所名変更）及びダイヤ改正。
  - 2016年（平成28年）6月6日：ダイヤ改正（平日松ヶ丘発26本、JR佐倉駅発24本、土休日は本数変更なし）。
  - 2024年（令和6年）4月1日：ダイヤ改正（平日松ヶ丘発10本、JR佐倉駅発9本、土曜休日8往復）。

松ヶ丘線は、JR佐倉駅と佐倉インターの間に位置する藤治台団地・松ヶ丘団地を中心とする地域住民の要請により運行を開始した路線である。「佐倉」をもじった「ハローチェリー」の愛称を持ち、専用塗装の車両（ハローチェリー車両）2台と通常塗装の中型車1台で運行されていたが、2014年後半に一般塗装の日野・ポンチョが導入されたことに伴い、全便がポンチョでの運行となった（他の車両が代走する場合もある）。
両団地は丘陵地にあるが、この線の開通以前は路線バスの団地内への乗り入れがなく、バスを利用するには坂の上の佐倉街道まで出なければならなかった。たとえば、同街道を走る神門線に「松ヶ丘団地」という停留所があるが、団地からここまでの間には急な坂があり、しかも数百mから1km近い徒歩を強いられることとなる。松ヶ丘線はこうした不便を解消するため、住民自らルートの選定に参画し、小型・中型車両によって宅地内の隘路をきめ細かに走るコミュニティバス的な路線となっている。
2014年（平成26年）12月24日のダイヤ改正では、バス停留所名を「松ヶ丘→松ヶ丘入口」「松ヶ丘レクケアセンター→松ヶ丘」した上で移設し、時刻が改正された。またこの改正から、JR佐倉駅発の行き先が「松ヶ丘」から「松ヶ丘5号公園」と変更された。

#### 物井線
- 京成佐倉駅 - 佐倉市役所 - JR佐倉駅【北口】 - 第二工業団地中央 - 物井駅
- 京成佐倉駅 - 佐倉市役所 - JR佐倉駅北口
- JR佐倉駅北口 - 第二工業団地中央
- JR佐倉駅北口 - 第二工業団地中央 - 物井駅
  - 2003年（平成15年）11月1日：JR佐倉駅 - 物井駅線の運行開始。
  - 2014年（平成26年）11月：「太田」停留所が廃止。
  - 2015年（平成27年）2月16日：ダイヤ改正。

京成佐倉駅と四街道市の物井駅を結ぶ路線であり、主に第二工業団地や新興住宅地である山王地区への連絡手段として活用されている。物井駅に乗り入れるバス路線はこの路線が初である。1時間に1本程度運行されていたが、2010年（平成22年）3月16日のダイヤ改正で減便され、全く運行がない時間帯が増えた。
この路線はJR佐倉駅での発着場所が、南高線経由物井駅行は南口、京成佐倉駅発着便は北口と分かれており、乗り口がわかりにくく少々不便であったこと、またJR物井駅・JR佐倉駅発着の電車との接続は考慮されておらず、地域住民からは利用しにくい面があった。また、京成佐倉駅発着便は根郷・木野子方面へ行く神門線と異なり、石川入口から第一工業団地〜県営住宅 - 第二工業団地中央 - 南部保健センターを経由し運行されている。

#### 寺崎線
- 臼井駅 - 間野 - 臼井南中学校 - 寺崎北 - JR佐倉駅【北口】
  - 2009年（平成21年）8月24日：臼井駅 - JR佐倉駅が開通。
  - 2009年（平成21年）11月16日：ダイヤ改正及び寺崎北折り返し便の廃止。
  - 2012年（平成24年）10月9日：ダイヤ改正により、路線開通後初の減便（10往復→8往復）。
  - 2015年（平成27年）1月16日：ダイヤ改正により、土曜休日ダイヤ新設。
  - 2024年 (令和6年) 4月1日：ダイヤ改正により、大幅減便。(日中3往復のみ)

寺崎線は、京成臼井駅とJR佐倉駅の間をほぼ直線で結ぶ新しい道路の開通を受け、2009年8月に運行を開始した路線である。臼井駅から間野までは臼井線と同じ経路を走り、そこから新道に入って染井野を横断し、羽鳥・寺崎の水田地帯を抜けてJR佐倉駅に至る。運行当初は日中の時間帯のみで、半数は臼井駅と途中の寺崎北を結ぶ折り返し便であったが、2009年11月16日のダイヤ改正により、全ての便が臼井駅とJR佐倉駅の間を往復する運行体系に改正され、朝6時台より20時台まで1時間に1本程度の運行になることが同社より発表された。寺崎北停留所の前には、大型ショッピングセンターのベイシア、ベイシア電器等がある。
2012年10月9日のダイヤ改正では、運行開始後では初となる減便改正が行われ、JR駅発7時台・15時台、臼井駅発8時台・15時台の便がそれぞれ1本ずつ廃止となった。2015年1月16日のダイヤ改正では、全日同一ダイヤだった寺崎線に、土曜休日ダイヤが設定された。本数は変わらないものの、始発繰り下げ、終車繰り上げ。

#### 角栄団地線
- 角栄01：志津駅【南口】- 中志津 - 大山 - ショッピングセンター - 下志津小学校 -南中野
- 角栄02：ユーカリが丘駅【南口】- 西部保健センター - 下志津小学校 -南中野
- 角栄03 急行：勝田台駅【南口】- 志津図書館 - 大山 - ショッピングセンター - 下志津小学校 -南中野 
  - 1968年（昭和43年）9月：運行開始。京成電鉄成東営業所田町車庫担当。
  - 1971年（昭和46年）：京成電鉄佐倉営業所の開設により、担当が佐倉営業所田町車庫に変更。
  - 2000年（平成12年）7月16日：佐倉営業所が分社化による廃止となったため、京成電鉄長沼営業所（2003年10月1日に京成バス長沼営業所に改組）花見川車庫担当に変更。
  - 2012年（平成24年）10月16日：ちばグリーンバスへ移管。
  - 2014年（平成26年）12月16日：ダイヤ改正により、深夜便が廃止。
  - 2015年（平成27年）3月1日：ダイヤ改正（京成線接続改善）。
  - 2015年（平成27年）9月19日：ダイヤ改正。土曜休日ダイヤを土曜と休日に分離し、休日を減便。
  - 2017年（平成29年）3月21日：ユーカリが丘駅発着便（角栄02系統）の新設[22]。志津01系統を角栄01系統に変更。
  - 2020年（令和2年）3月1日：乗降方式が中乗り前降りに変更。
  - 2021年（令和3年）3月1日：勝田台駅発着便（角栄03系統）の新設[23][24]。

京成線・志津駅から駅の南側に広がる中志津角栄団地に向かう路線である。中志津角栄団地は、角栄建設（現・長谷工不動産）によって1965年から造成され、翌1966年に入居が開始された佐倉市で最初の大規模住宅団地である。団地を走る路線でありながら「牛ヶ窪」や「南中野」といった古くからの小字を停留所名としている。日中は毎時3本、朝夕は5 - 6本前後運行される短距離路線のため、前乗り中降り・申告制先払い方式（降車停留所を乗車時に申告する）が採用されていたが、2020年（令和2年）3月1日より中乗り前降りに変更された。平日は南中野行きの深夜バスもちばグリーンバスへ移管された当初まで運行されていたが、現在は深夜バスの運行をしていない。
長らく京成電鉄佐倉営業所が運行を担当してきたが、同営業所がちばグリーンバスに移管される際、この路線は京成電鉄による運行が継続されることとなり、花見川車庫の受け持ちとなった。京成バス長沼営業所花見川車庫担当時代に系統番号「志津01」が付与された。
ちばグリーンバス設立後においては、佐倉市内では角栄団地線のみ京成バスによる運行が継続されていたが、花見川車庫の廃止により、2012年（平成24年）10月16日をもってちばグリーンバスに移管された。その際、京成バス時代に付番された系統番号が引き継がれた。
2017年（平成29年）3月21日より、ユーカリが丘駅へ向かう系統を運行開始。平日のみ運行、1日3往復。
2021年（令和3年）3月1日より、勝田台駅へ向かう系統を運行開始と同時に、ユーカリが丘駅へ向かう系統が増便となった。

#### 下志津線
- ユーカリが丘駅（南口）- 下志津 （ → 東邦大佐倉病院 ） -  東邦大学佐倉病院正面玄関前
- ユーカリが丘駅（南口）- 下志津 （ → 東邦大佐倉病院 ） -  東邦大学佐倉病院正面玄関前 - 大日今宿 - 大日中央 - 盲学校 - 四街道駅
- 四街道駅 - 盲学校 - 大日中央 - 大日今宿（→ 東邦大佐倉病院） -  東邦大学佐倉病院正面玄関前
  - 2020年（令和2年）4月1日：運行開始[25]。
  - 2022年（令和4年）9月17日：「木戸場」・「下志津原入口」停留所を新設、ユーカリが丘駅南口 - 東邦大学佐倉病院正面玄関前 - 四街道駅間を通しで結ぶ系統が運行開始[26][27]。

元々は東邦大学医療センター佐倉病院と四街道駅・ユーカリが丘駅を結んでいた無料送迎バスを一般路線化したものである。四街道駅から大日今宿までは大日線や千葉内陸バスの四勝線と同じルートを走る。

#### 千成線「さくらぐるっと号」
- 千成 - 京成佐倉駅南口 - 国立歴史民俗博物館 -　夢咲くら館 -　中央公民館入口 - JR佐倉駅北口 - 法務局 - 寺崎北
  - 2022年（令和4年）12月19日：運行開始[28][29]。
  - 2023年（令和5年）3月4日：夢咲くら館オープンに伴い、停留所の位置を道路沿いから敷地内に変更[30]。
  - 2024年（令和6年）4月1日：ダイヤ改正で休日は運休となる。

佐倉市の公共施設並びに観光施設を循環し、高齢者のお買物の移動手段として地域密着路線として運行する。

### コミュニティバス
佐倉市コミュニティバス

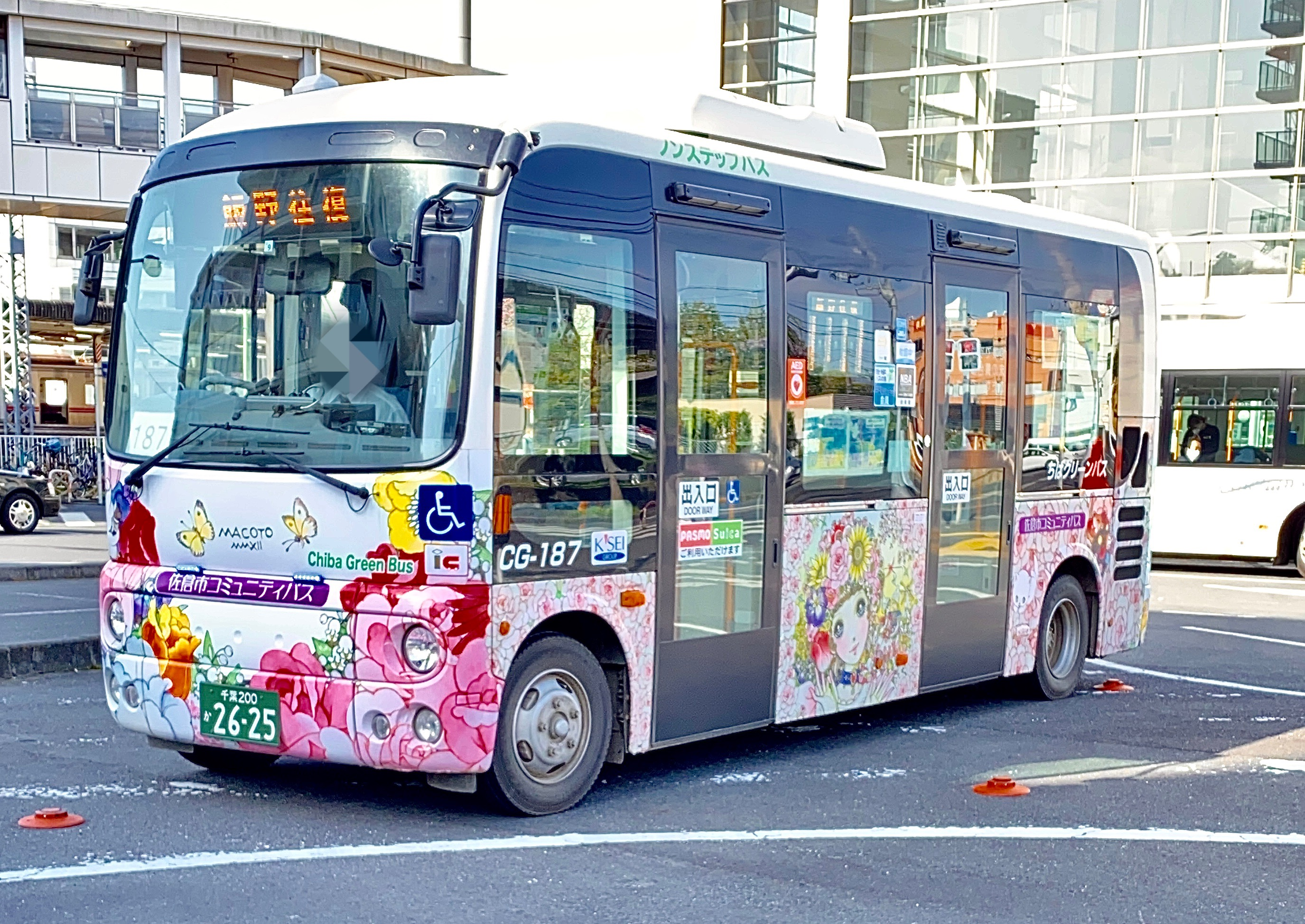
佐倉市コミュニティバス専用車となるCG-187号車

- 佐倉市コミュニティバスの5路線のうち、内郷ルート、畔田・下志津ルート、南部地域ルート、飯重・寺崎ルートを、ちばグリーンバスが受託運行している。

酒々井ふれ愛タクシー
- 酒々井町が運行（町の社会福祉協議会へ委託）するデマンド型乗合タクシー「しすいふれ愛タクシー」[31][32]のうち、2台をちばグリーンバスが受託運行している。

### 深夜急行バス
- 深夜急行：新橋駅 → 有楽町駅 → JR船橋駅 → JR津田沼駅 → 八千代台駅 → 大和田駅 → 勝田台駅 → 京成佐倉駅
- 深夜急行：新橋駅 → 有楽町駅 → JR船橋駅 → JR津田沼駅 → 八千代台駅 → 大和田駅 → 勝田台駅 → JR佐倉駅 → 京成酒々井駅入口 → 公津の杜駅 → JR成田駅西口 → 成田空港第2・第3ターミナル

京成電鉄が運行していた路線の移管を受けたものである。2006年（平成18年）10月2日からJR船橋駅・JR津田沼駅での乗車扱いを開始、2008年（平成20年）8月1日からJR船橋駅始発の便の運行を開始し、2010年（平成22年）1月25日からJR船橋駅始発の便をJR成田駅西口まで路線延長した。また、2010年8月2日からJR船橋駅始発便を新橋駅始発に変更し、途中一部区間での経由地が変更となった。なお、八千代台駅・勝田台駅からの乗車も可能（2系統とも）である。2013年7月1日からJR成田駅西口行きを成田空港第2ターミナルまで延長、さらに土休日もJR船橋駅始発で成田空港第2ターミナルまでの運行を開始。なおJR津田沼駅から藤崎・大久保十字路・習志野市営住宅・三山車庫への運賃は、京成バス習志野出張所#大久保線・東習志野線の深夜バスの運賃とほぼ同額である。
2016年5月8日をもって、土休日のJR船橋駅→成田空港間の運行は廃止された。また、2020年3月30日（月）深夜から運休している。

### 臨時シャトルバス

#### マリンフィールド線
- 直通：海浜幕張駅（プレナ幕張） - （無停車） - ZOZOマリンスタジアム

プロ野球開催日のみ運転される臨時のバス路線である。本来は京成バス新都心営業所の路線であるが、応援でちばグリーンバスが運行することがある。

#### 佐倉ふるさと広場イベント送迎バス
- 直通：京成佐倉駅北口 - （無停車） - 佐倉ふるさと広場

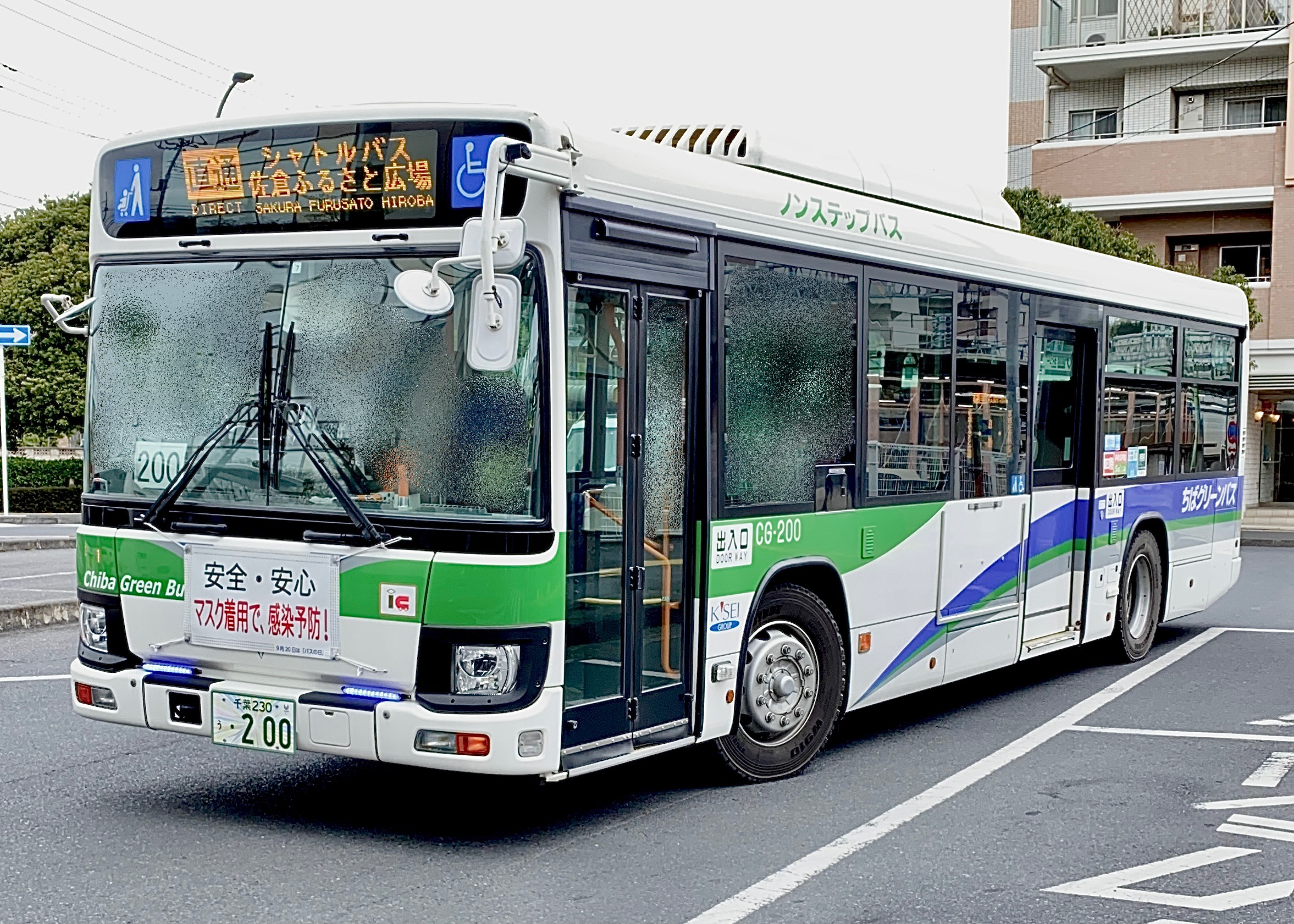
佐倉チューリップフェスタ開催時に運行された臨時シャトルバス（CG-200号車）

毎年、佐倉フラワーフェスタ等佐倉ふるさと広場で開催される大規模イベント時に運行される臨時バス。最繁忙期にはちばフラワーバスと共同運行となる事もある。

### 高速バス

#### マイタウン・ダイレクトバス
- 四街道ICルート
東雲車庫 - 国際展示場駅 - 東京駅3番 - （四街道IC経由）- 千代田団地入口 - 八木原小学校 - 染井野南 - 吉見小学校 - 臼井駅入口 - 東邦大佐倉病院 - 下志津 - ユーカリが丘駅(南口) - ユーカリが丘（宮ノ台）
東雲車庫 - 東京駅3番 - (四街道IC経由) - 千代田団地入口 - 八木原小学校 - 染井野南 - 吉見小学校 - 臼井駅入口 - 東邦大佐倉病院 - 下志津 - ユーカリが丘(宮ノ台)
東雲車庫 - 国際展示場駅 - 東京駅3番 - (四街道IC経由) - 千代田団地入口 - 八木原小学校 - 染井野南 - 吉見小学校 - 臼井駅入口 - 東邦大佐倉病院 - 下志津 - ユーカリが丘(宮ノ台)

※国際展示場駅は一部便のみ停車。一部便は東京駅八重洲口が起点。
- 佐倉ICルート
東雲車庫 - 東京駅八重洲口 - （佐倉IC経由）- 大作1丁目 - 第三工業団地中央 - 第三工業団地入口 - 高速岩富 - 川村記念美術館（開館日のみ経由） -  第二工業団地入口 - 城郵便局 - ＪＲ佐倉駅（南口）- 宮小路町 - 佐倉市役所 - 京成佐倉駅（南口）- 国立歴史民俗博物館
  - 2010年（平成22年）9月1日：マイタウン・ダイレクトバスとして千葉北ICルート（後に廃止）・四街道ICルート・佐倉ICルートの3ルートで、高速バスが、千葉内陸バスとの共同で運行開始。（佐倉ICルートは、単独運行。）
  - 2010年（平成22年）10月18日：運行会社に京成バス長沼営業所が加わり、3社共同運行体制となり増便。各社1台ずつバスを用意しての運行。ちばグリーンバスの車両はいすゞガーラ、または三菱ふそうエアロバスを使用。
  - 2011年（平成23年）3月22日：佐倉ICルートの経路変更とバス停増設が行われ、第三工業団地内を高速バスが経由するように利便性が改善された。
  - 2011年（平成23年）11月16日：染井野七丁目バス停を増設し、利用が好調な東京駅⇔ユーカリが丘の増便が行われた。
  - 2013年（平成25年）7月20日：四街道ICルートを増便し、下志津バス停を新設、国際展示場駅への乗り入れを開始。千葉北ICルートを廃止。さらに土休日に限りTDR直行便を運行開始。
  - 2014年（平成26年）7月23日：四街道ICルートダイヤ改正。
  - 2014年（平成26年）9月16日：佐倉ICルートの経路変更と、「高速岩富」バス停の新設。「高速岩富」バス停は、以前路線廃止された神門線岩富バス停とは全く位置が異なり、周囲に人家は無い。
  - 2014年（平成26年）11月16日：幕張メッセ中央乗り入れの廃止および土休日のTDR直行便が廃止。さらに、四街道ICルートを大幅減便し、平日上り：午前のみ5便、平日下り：午後のみ9便、土休日上り：午前のみ3便、土休日下り：午後のみ4便に変更となる。
  - 2022年（令和4年）12月1日：「京成佐倉駅南口」「JR佐倉駅南口」停留所を新設[34]。
  - 2023年（令和5年）7月15日：運賃改定[35]。

## 廃止路線

### 物井線（一部系統の廃止）
- 京成佐倉駅 - 新町 - JR佐倉駅【北口】 - 第二工業団地中央 - 物井駅
- JR佐倉駅【南口】 - 第二工業団地中央 - 物井駅（平日のみ運行）
- JR佐倉駅【南口】 - 佐倉南高校入口 - 物井駅（平日のみ運行）
  - 2010年（平成22年）3月15日：廃止。

### 佐倉観光循環線
- 京成佐倉駅 - 国立歴史民俗博物館 - JR佐倉駅 - 旧堀田邸 - 京成佐倉駅
  - 2007年（平成19年）2月10日：運行開始。
  - 2011年（平成23年）7月：シーズン指定月のみ運行に変更。
  - 2012年（平成24年）10月19日：シーズン指定月から11月が外されることが発表。
  - 2014年（平成26年）2月4日：シーズン指定月は3月のみとなることが発表。
  - 2014年（平成26年）12月9日：平成26年12月18日をもって旧堀田邸バス停の廃止をする旨を発表。
  - 2015年（平成27年）2月12日：運行終了となる旨を発表（路線廃止日は2015年2月28日）。

佐倉観光循環線は、佐倉市内の観光施設の連絡と地域活性化を目的として、2007年（平成19年）2月に開通した循環路線である。土日祝日とお盆の期間のみ運行され（年末年始は運休）、運行時間は朝9時ごろから約1時間ごとに16時頃まで。
佐倉城址および旧城下町の範囲に点在する施設と京成佐倉駅・JR佐倉駅を結ぶルートとなっていた。本路線の停留所には城をモチーフとした独自の標識が設置され、車両は主に松ヶ丘線の小型車（ハローチェリー車両）が使われていた。バス車内のアナウンスは、バス停留所付近の観光案内や歴史などを案内する。他の路線にはこのようなアナウンスはない。
途中のバス停留所は、以下の停留所のみである。
- 京成佐倉駅→国立歴史民俗博物館→宮小路町→JR佐倉駅→宮小路町→佐倉市立美術館→佐倉小学校入口→旧堀田邸→順天堂病院→京成佐倉駅

国立歴史民俗博物館停留所は正面玄関近くにある。宮小路町はルート上を2回通ることになる。
運賃は、一部を除き初乗り160円（ただし順天堂病院と京成佐倉駅の一区間は170円）、京成佐倉駅から一周して京成佐倉駅までは170円。全線でちばグリーンバスが発売している「佐倉観光フリーきっぷ」の指定区間であった。
2011年（平成23年）7月に突如、シーズン運行に移行する旨が発表され、3月・4月・5月・6月・11月の土日祝日運行のみに変更された。翌年2012年（平成24年）10月には、毎年11月は今後運行しない旨が突如発表され、臨時路線化をさらに進めた。さらに2014年（平成26年）2月4日には、3月のみの運行となる旨と、減便（最終便は14時台となる）が突如発表された。2014年は3月のみの運行であったが、12月に旧堀田邸バス停が正式に廃止された。
2015年（平成27年）2月12日には、同年2月28日をもって路線廃止となる旨が発表されたが、もともと2014年（平成26年）3月の運行を最後に一切運行されていなかった。なお「佐倉観光フリーきっぷ」も、2015年（平成27年）2月28日で発売中止となった。

### 高速バス（マイタウン・ダイレクトバス）千葉北ICルート
- 東雲車庫 - 東京駅八重洲口 - （千葉北IC経由）- み春野団地 - 上志津原 - 志津駅入口 - ショッピングセンター - ユーカリが丘駅 - ユーカリが丘（宮ノ台）
  - 2013年（平成25年）7月20日：廃止。

### 高速バス（マイタウン・ダイレクトバス）TDRルート
- 東京ディズニーランド - 東京ディズニーシー - （四街道IC経由）- 千代田団地入口 - 八木原小学校 - 吉見小学校 - 臼井駅入口 - 東邦大佐倉病院 - 下志津 - ユーカリが丘駅 - ユーカリが丘（宮ノ台）
  - 2014年（平成26年）11月16日：廃止。

### 高速バス 幕張エリア〜酒々井プレミアム・アウトレット線
- 幕張ベイタウン - ホテルスプリングス幕張 - 海浜幕張駅 - ホテルフランクス - ホテル ザ・マンハッタン - ホテルグリーンタワー幕張 - アパホテル&リゾート<東京ベイ幕張> - 酒々井プレミアム・アウトレット（ちばフラワーバスと共同運行）
  - 2015年（平成27年）4月16日：運行開始。
  - 2015年（平成27年）10月17日：ダイヤ改正。
  - 2017年（平成29年）4月1日：ダイヤ改正。平日の運行が廃止となり、土曜休日のみの運行[36]。
  - 2018年（平成30年）3月12日：定期運行休止。ちばフラワーバスが運行から撤退。
  - 2018年（平成30年）4月28日：1往復のみ運行再開。
  - 2018年（平成30年）5月7日：廃止。

運行開始当初は、平日6往復（フラワー4、グリーン2）、土曜休日は酒々井プレミアム・アウトレット行きは6本（フラワー4、グリーン2）、幕張行きは5本（フラワー4、グリーン1）が設定されていた。

### 印旛学園線
- 京成酒々井駅西口 - 順天堂大学 - 印旛日本医大駅
  - 2019年（平成31年）4月1日：ちばレインボーバス船尾車庫に移管。

### 東邦大学医療センター佐倉病院送迎バス (契約輸送)

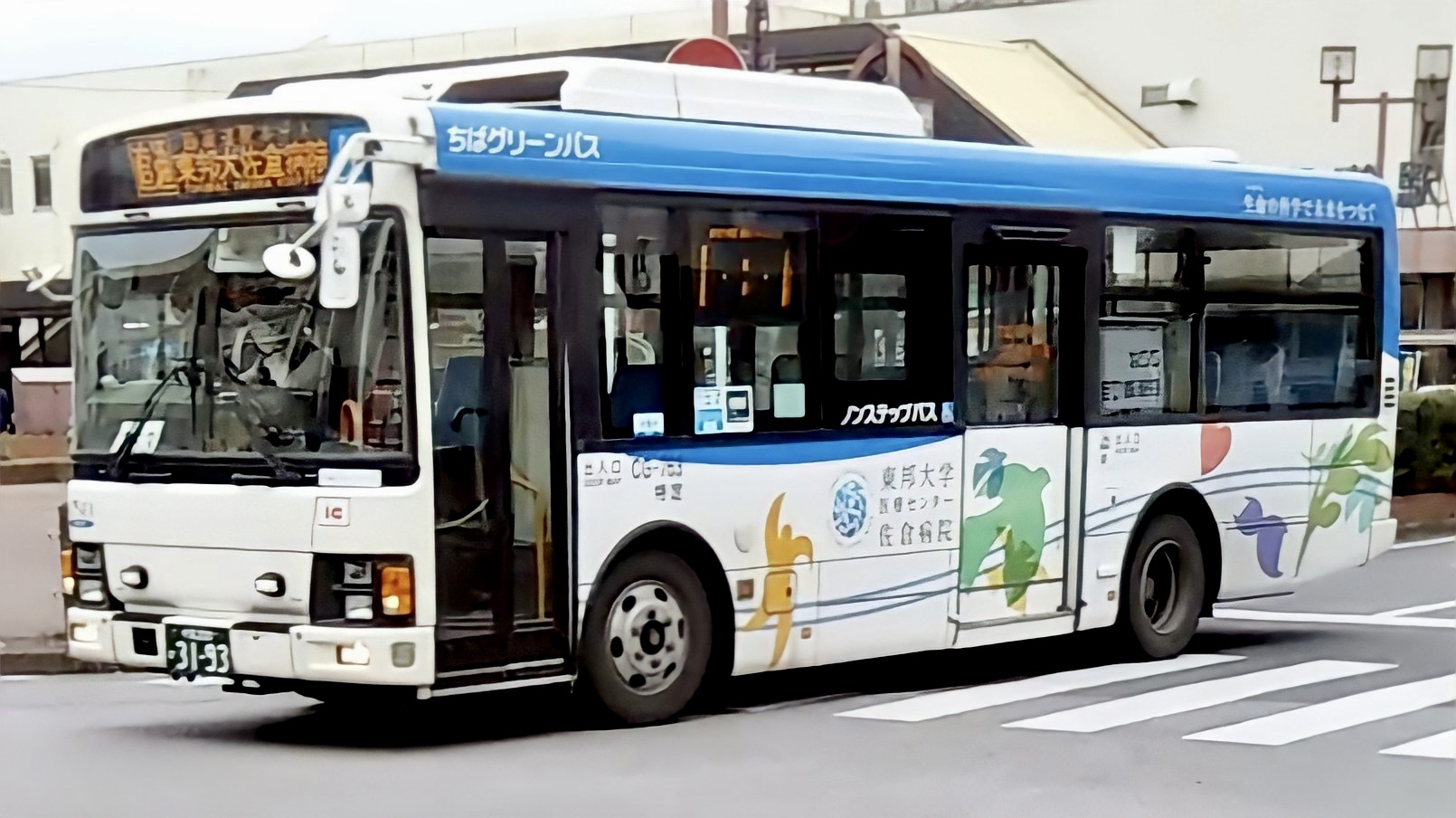
四街道駅を発車する専用車（CG-763号車）

- ユーカリが丘駅送迎ルート：ユーカリが丘駅南口 - 東邦大学医療センター佐倉病院
- 四街道駅送迎ルート：四街道駅 - 東邦大学医療センター佐倉病院
  - 2020年（令和2年）4月1日：一般路線化により運行終了。

## 車両
ちばグリーンバスの保有車両は大部分がいすゞ自動車製で、京成電鉄佐倉営業所時代のメーカー選択を引き継いでいる。
社番表記は、京成電鉄から引き継いだ車両は千位に佐倉営業所を表すアルファベット「S」と数字3桁であったが、ちばグリーンバス発足後の導入車両は他社からの移籍車両を含めてアルファベットを「CG-」とし、ハイフンの後に数字3桁の表記とされた。
車両の塗装は、ちばグリーンバス発足当初は、京成バス塗装に緑色で「ちばグリーンバス」の文字を入れた京成電鉄からの引き継ぎ車両も多かったが、現在の配置車両は白地に社名の通り緑色と、灰色、青みがかった紫色のアクセントを入れた、佐倉市をイメージした塗装が基本である。
主力は大型車のいすゞ・エルガ、中型車のいすゞ・エルガミオで、外見からは区別が難しいものの、日野自動車製のブルーリボンIIも導入されている。大型車はかつて染井野団地線や角栄団地線などで長尺の3扉車が使用されており、染井野団地線ではクリーム色をベースに緑色と紫色のアクセントを入れた独自塗装の車両を使用していた（ちばグリーンバス移管後は順次標準塗装に塗り替えられた）。なお、角栄団地線が京成バスから移管された際、長沼営業所花見川車庫より一部の大型車が京成バス塗装のままで転入しており（「京成バス」の文字を消去し「ちばグリーンバス」の文字を入れた）、その中には車長がやや長く中扉を4枚折戸とした車両も含まれていた。
ワンステップバスの比率が高いが、近年では中型車を中心にノンステップバスの導入が行われ、2013年にはちばグリーンバスで初となる大型ノンステップバスが導入されている。2012年導入のCG-181号車以降の新製車両から、レシップ製の液晶式運賃表示器、五角形の吊革を採用するようになった。
その他、松ヶ丘線や佐倉観光循環線、佐倉市循環バス（現・佐倉市コミュニティバス）用としていすゞ・ジャーニーJ、日野・ポンチョ、東邦大学医療センター佐倉病院送迎バス専用塗装のエルガミオ、日野・リエッセが在籍する。
高速バス車両は、マイタウン・ダイレクトバスと深夜急行バスに使用する三菱ふそう・エアロバス、いすゞ・ガーラが在籍する。このほか過去には、ワンロマ車の三菱ふそう・エアロスターが在籍しており、当初は深夜急行バスで主に使用されたが、その後は一般路線や貸切輸送で主に使用されていた。

## 令和元年台風21号による豪雨被害
2019年10月26日早朝、台風21号接近に伴う豪雨災害により、田町車庫近くを流れる鹿島川が氾濫し、本社営業所と田町車庫が1 m以上冠水した。その際に車両を別の場所に避難させるなどの対策を講じたものの、所有車両63台のうち避難が間に合わなかった3台が水没。うち1台は京成バスから移籍したいすゞ・エルガJ（元2262→CG-305）で、水没したバス車庫の様子はテレビニュースでも報じられた。
避難させたバスも含めて約40台が冠水し、水没した車両のほか、機器などが破損し運行不能となった車両や、従業員の救援などに使用し被災した車両など合わせて十数台が廃車となり、運行の見通しが立たないほどの大きな被害を受けた。
その後は全路線で通常の4分の1程度で運行し、京成グループのバス事業者からの車両応援により、同年11月16日に全路線で通常運行を再開させたが、それまでの間は運休または1時間に1往復など臨時ダイヤでの減便運行を強いられる事態となった。

### 水害応援車両一覧
| 新社番 | 旧所属事業所         | 旧社番 |        | 新社番             | 旧所属事業所         | 旧社番 |
| ------ | -------------------- | ------ | ------ | ------------------ | -------------------- | ------ |
| CG-751 | 京成トランジットバス | M111   |        | CG-758             | 京成バス習志野出張所 | 0805   |
| CG-752 | ちばシティバス       | C177   | CG-759 | 京成バス千葉営業所 | 5215                 |        |
| CG-753 | ちばシティバス       | C451   | CG-760 | 京成バス金町営業所 | 8101                 |        |
| CG-754 | 京成バス江戸川営業所 | E288   | CG-761 | 関東鉄道守谷営業所 | 9410MR               |        |
| CG-755 | 京成バス江戸川営業所 | E291   | CG-762 | 関東鉄道水戸営業所 | 9406MT               |        |
| CG-756 | 京成バス市川営業所   | 2921   | CG-763 | 京成タウンバス     | T024                 |        |
| CG-757 | 京成バス新都心営業所 | 4455   | CG-764 | 京成タウンバス     | T026                 |        |

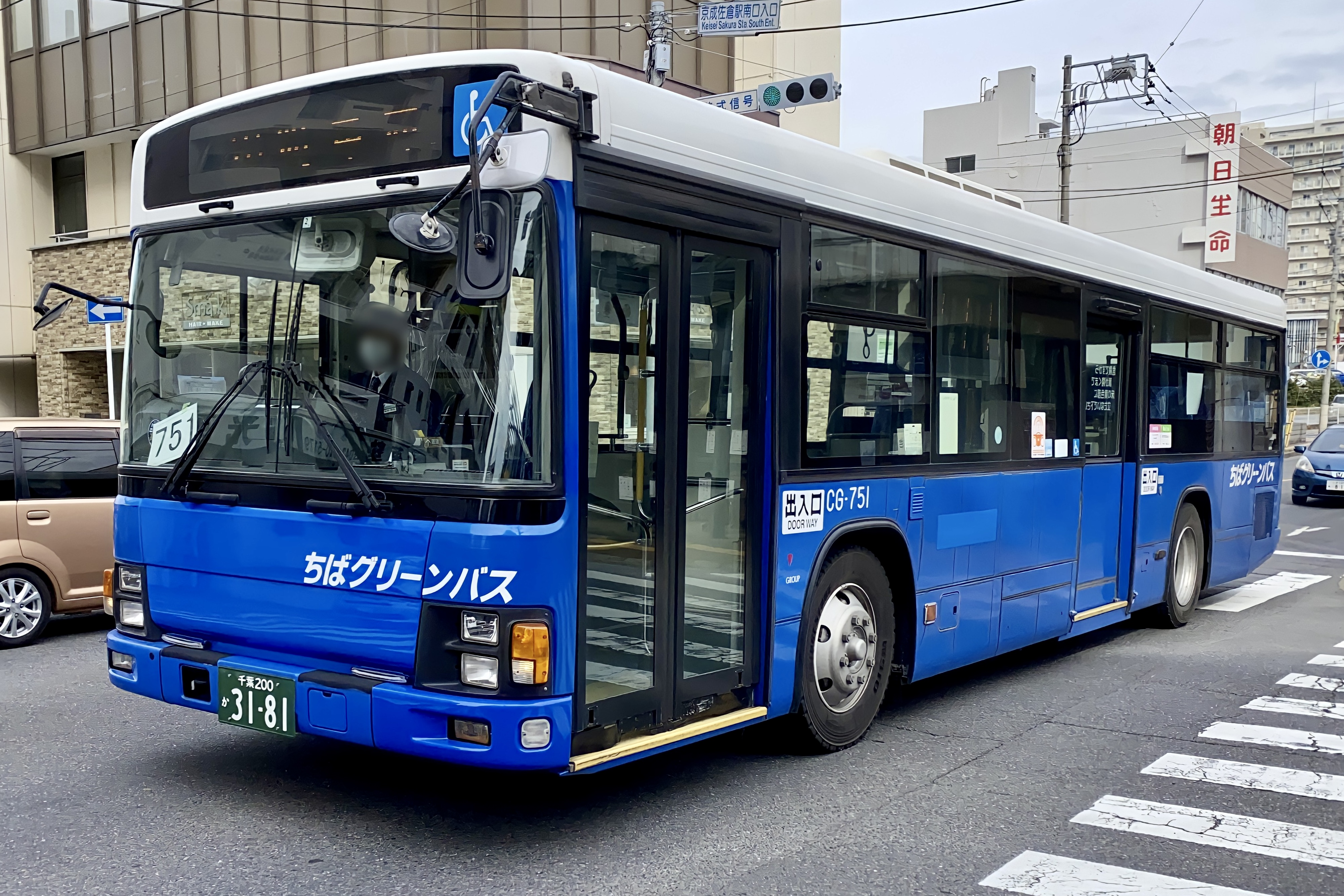
京成トランジットバスより応援で運行に入る751号車（旧・京成トランジットバスM111号車）
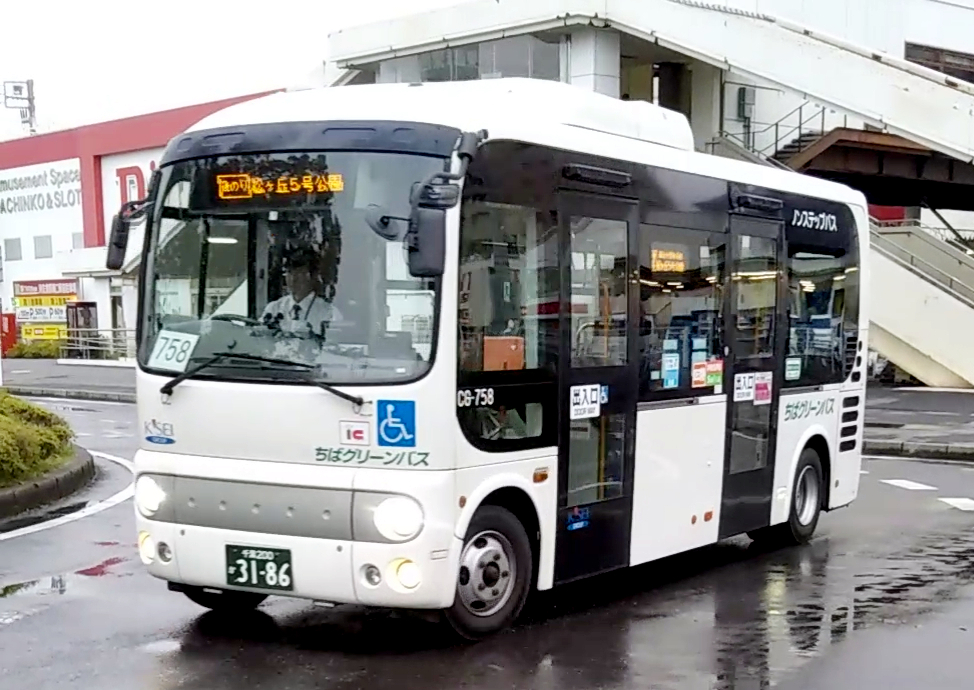
京成バス習志野出張所より応援で運行に入る758号車（旧・京成バス0805号車）
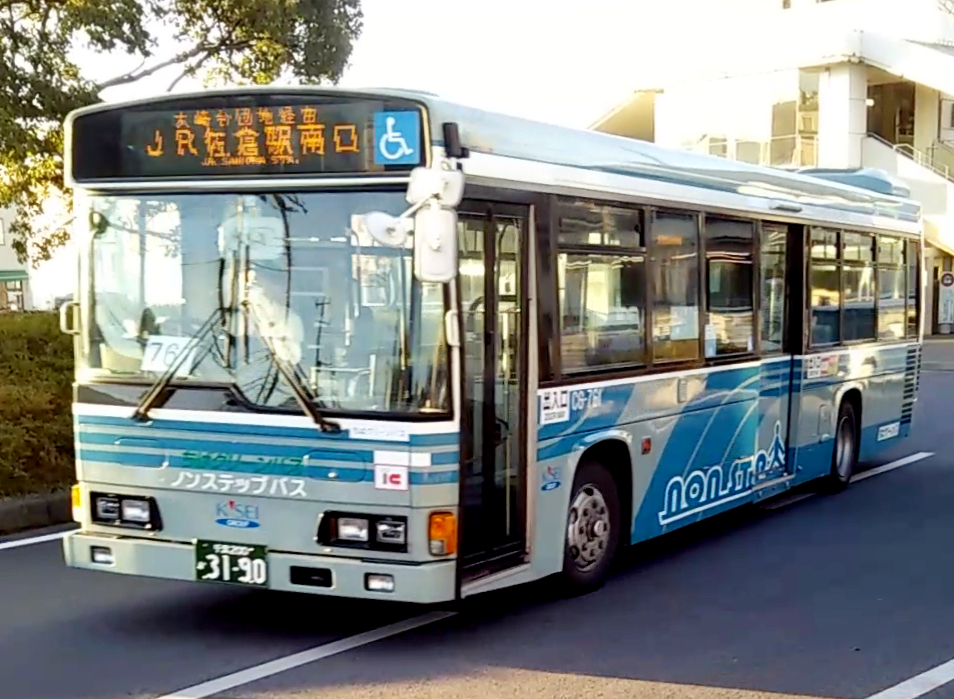
関東鉄道より応援で運行に入る761号車（旧・関東鉄道9410MR号車）
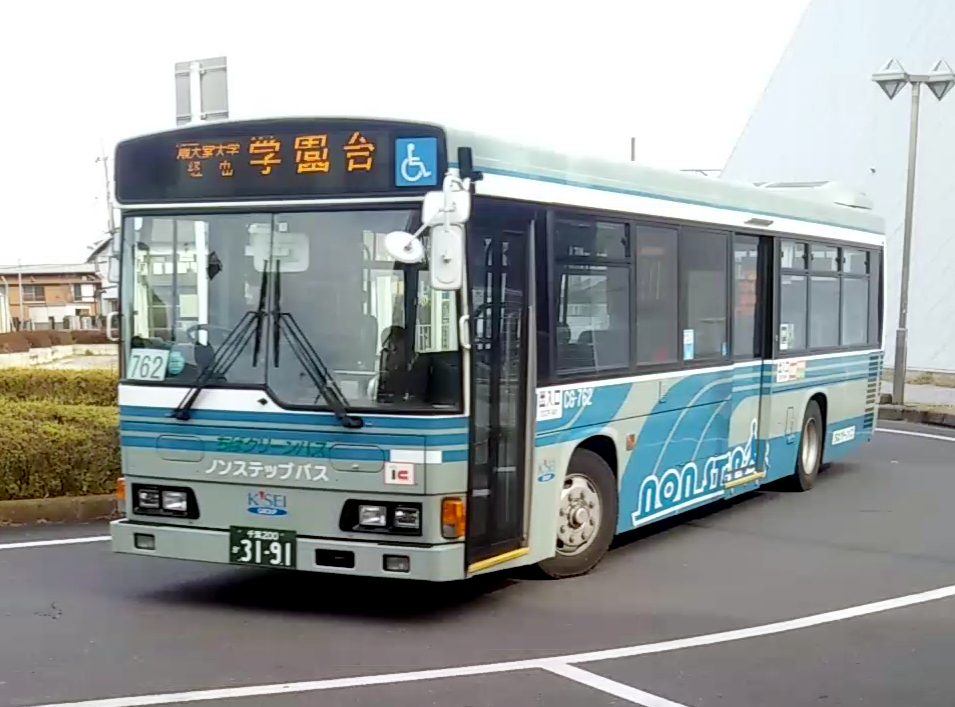
関東鉄道より応援で運行に入る762号車（旧・関東鉄道9406MT号車）
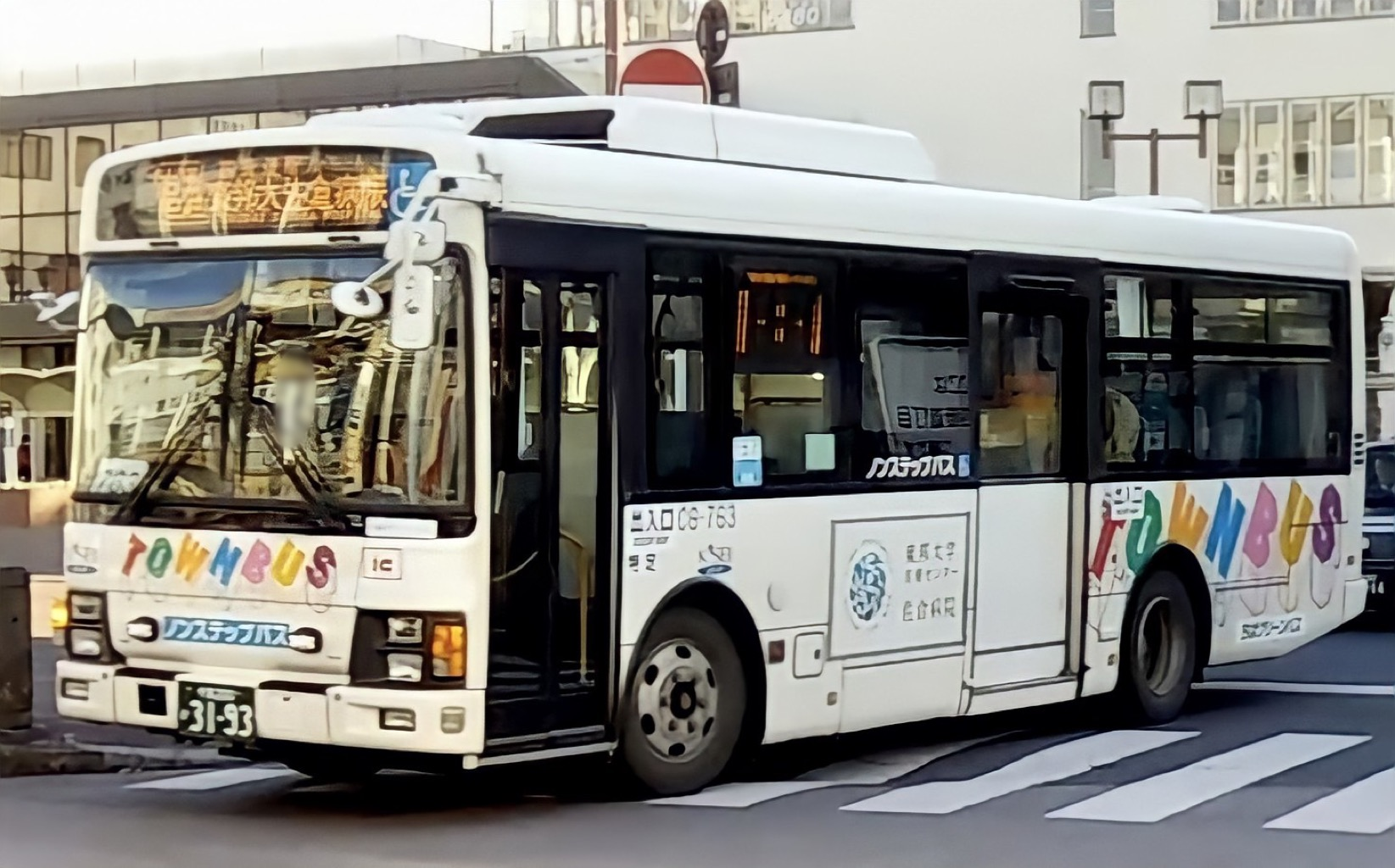
京成タウンバスより応援で運行に入る763号車（旧・京成タウンバスT024号車）

## 「桜に染まるまち、佐倉」キャンペーンによる停留所改称
佐倉市と京成電鉄が2020年3月20日から4月12日まで開催した「桜に染まるまち、佐倉」キャンペーンの一環として、ちばグリーンバスも京成佐倉駅の停留所名を期間限定で「京成桜駅」に改称したほか、京成佐倉駅行きのバス方向幕を「京成桜駅」行きへの変更や、京成桜駅を経由するバスの方向幕には桜の絵柄を入れるなどの変更を行った。2021年は新型コロナウィルス感染症拡大の影響で中止となったものの、2022年は3月19日 - 4月10日、2023年は3月18日 - 4月9日、2024年は3月9日 - 4月7日の期間で開催された。

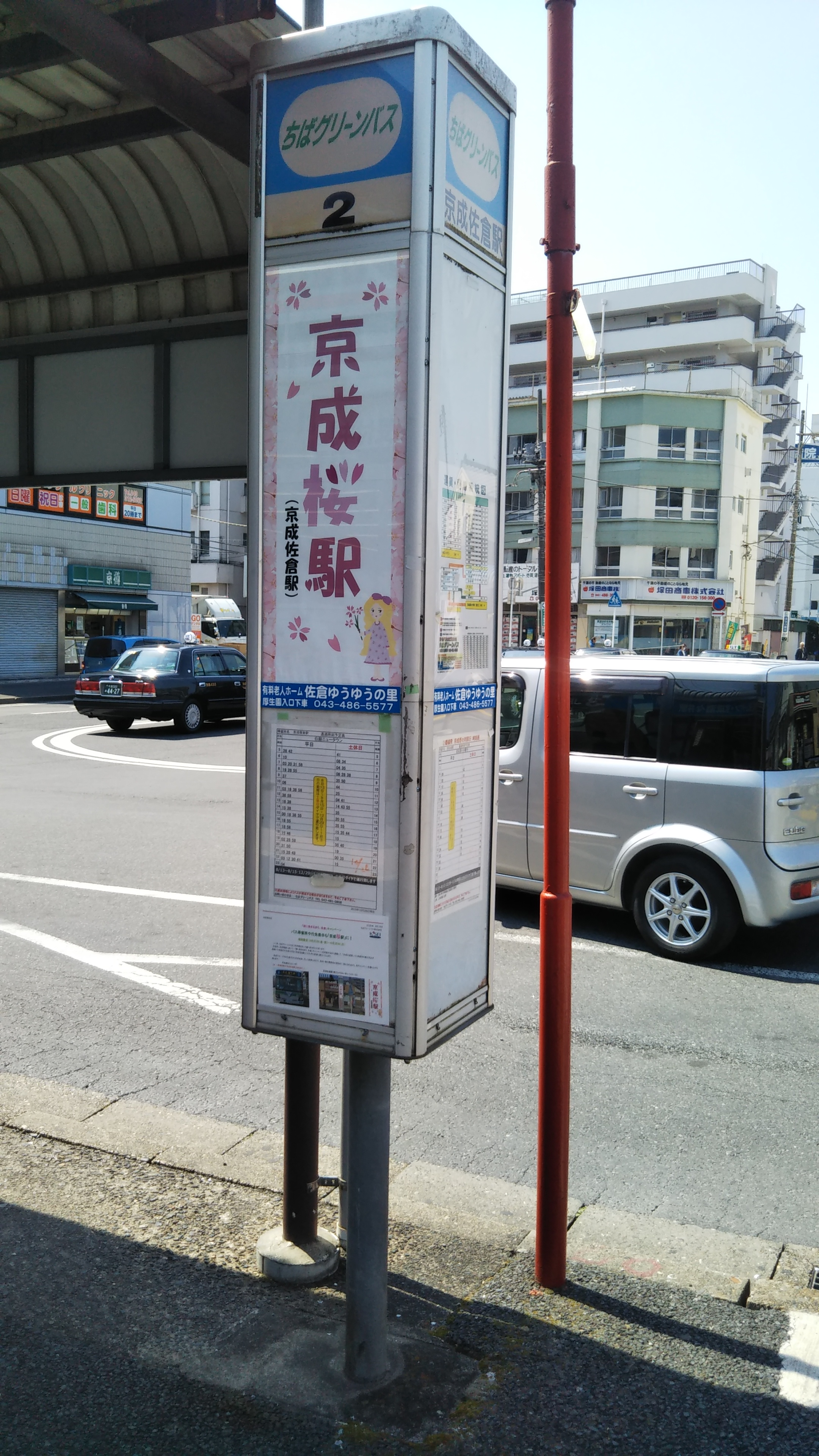
「京成桜駅」に改称された、ちばグリーンバス「京成佐倉駅」停留所
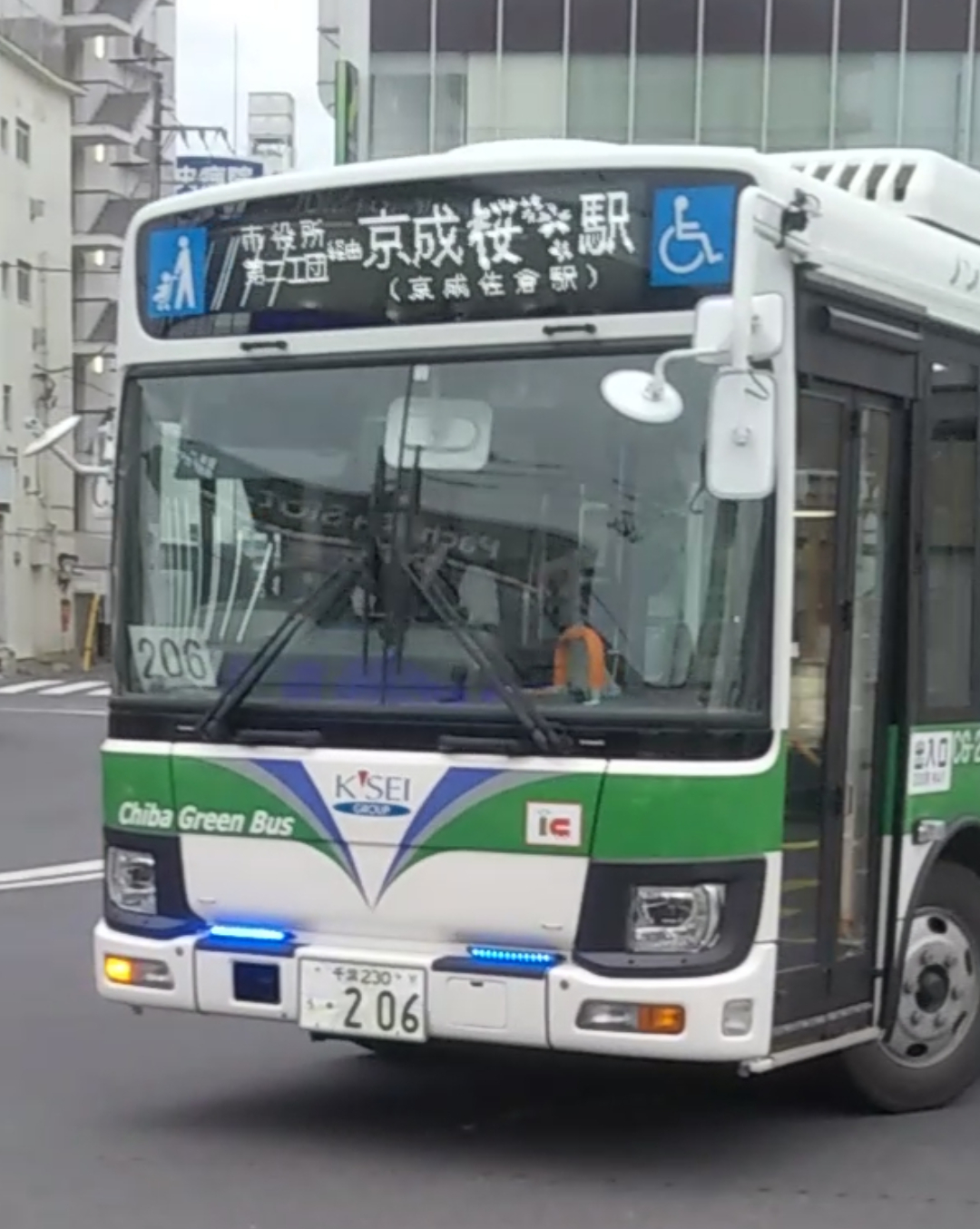
「京成桜駅」に方向幕を変更した、ちばグリーンバスCG-206号車
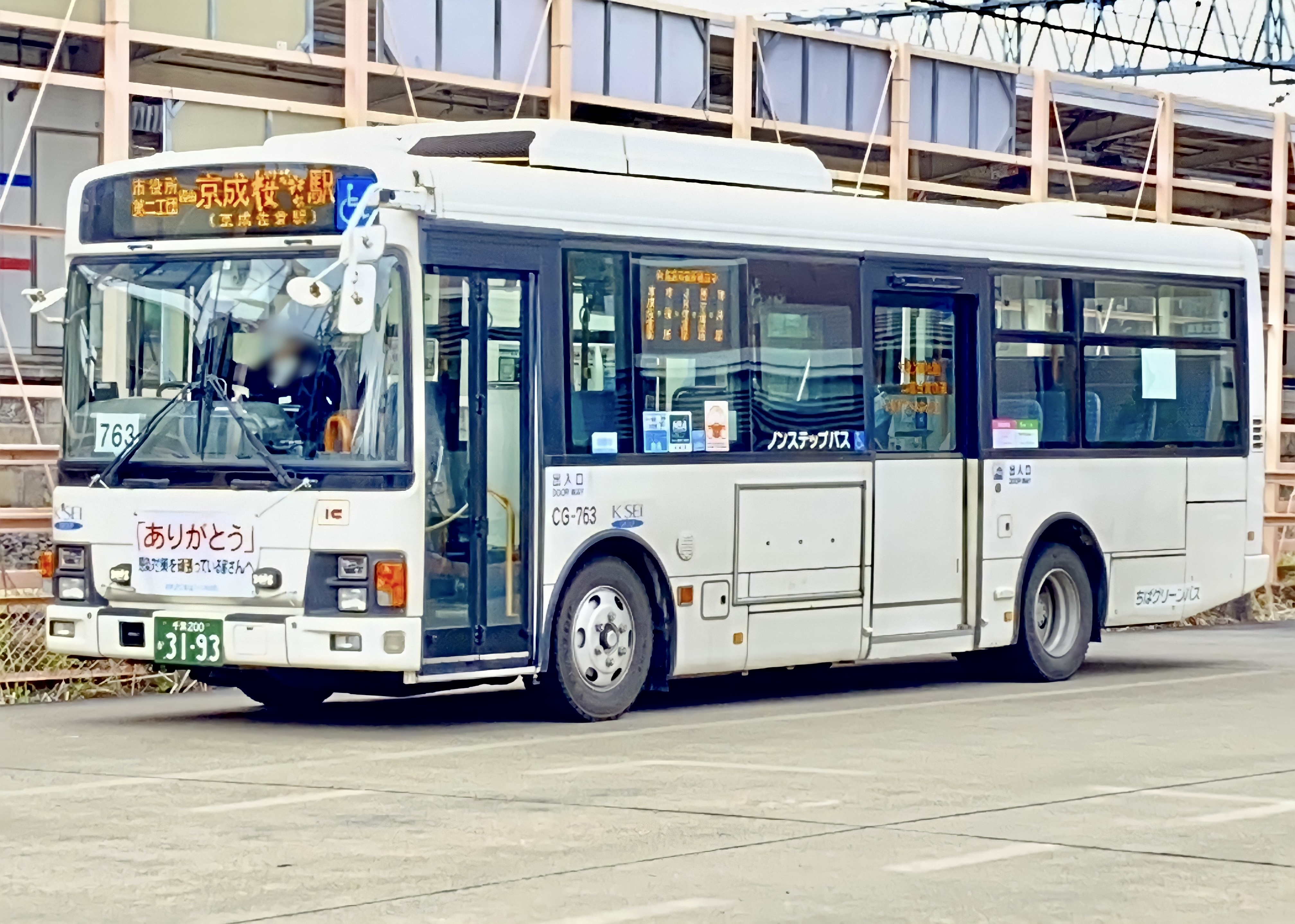
京成桜駅行きの方向幕で運行する763号車（旧・京成タウンバスT024号車）